# Michael Willmann
Michael Lucas Leopold Willmann; Michał Willman (ur. 26 września 1630 w Królewcu, zm. 26 sierpnia 1706 w Lubiążu) – niemiecki malarz, rysownik, grafik i freskant epoki baroku, zwany „śląskim Apellesem, Rembrandtem, Rubensem lub Rafaelem”.

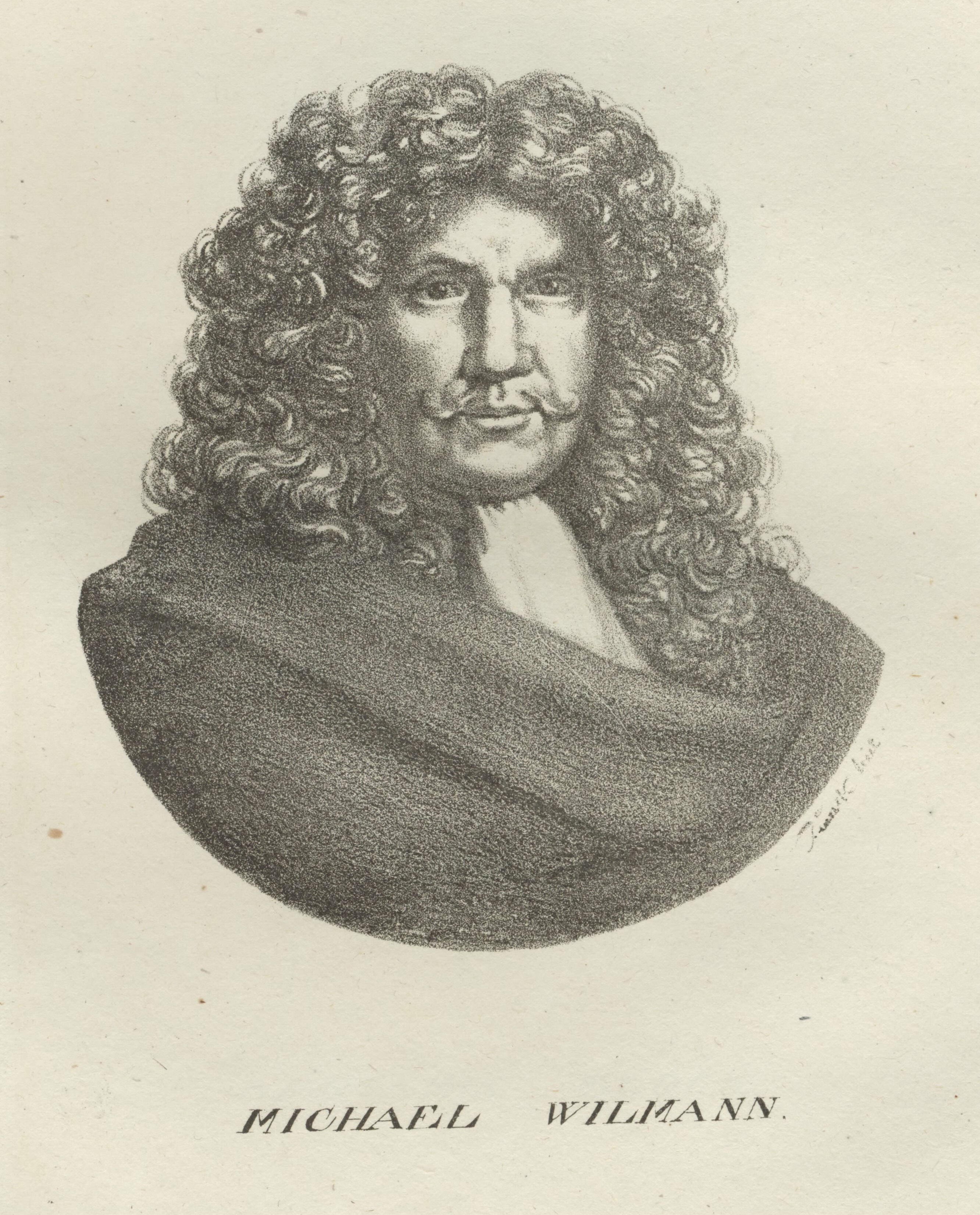
Maximilian Franck, Portret Michela Willmanna (1818)

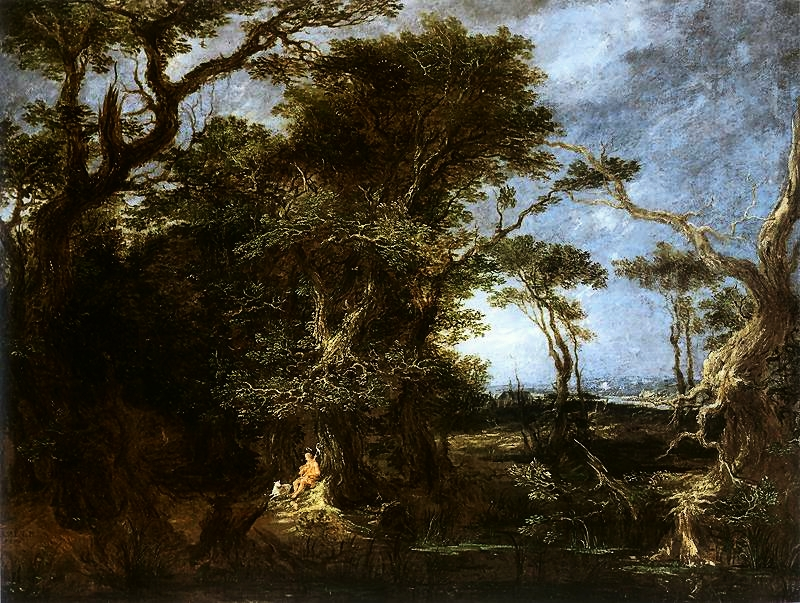
Krajobraz ze świętym Janem (1656)

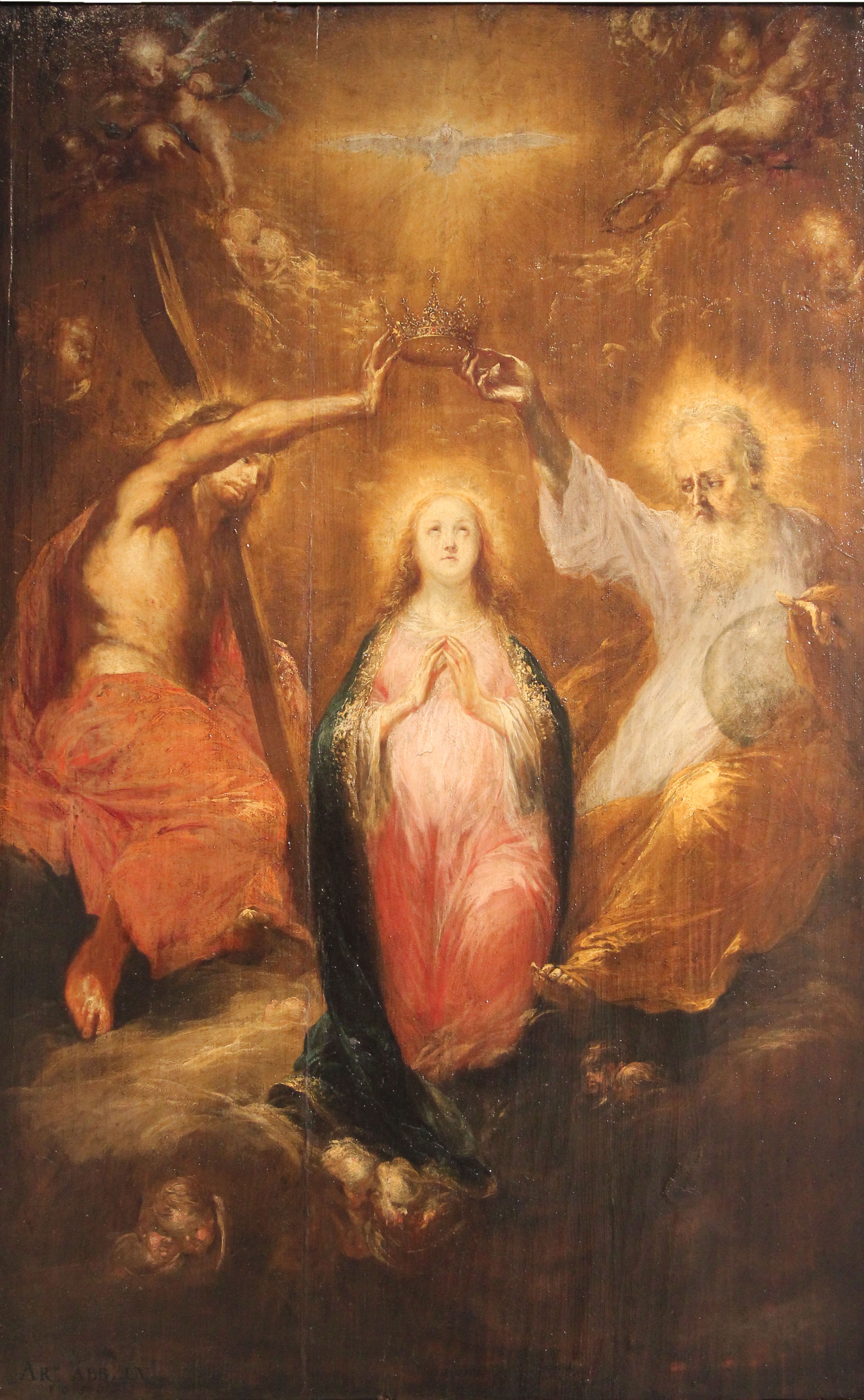
Koronacja Marii (1656)

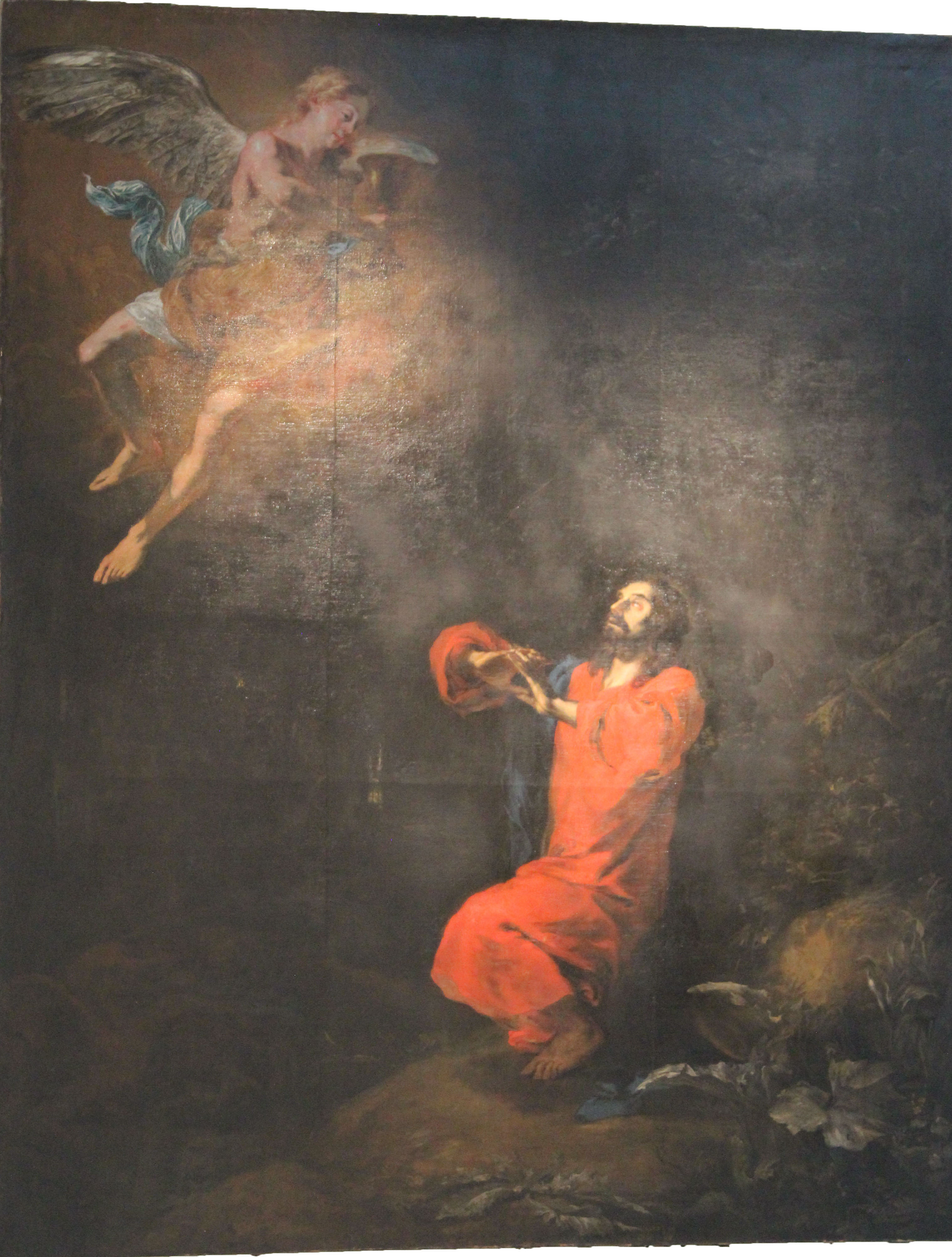
Modlitwa w Ogrójcu (ok. 1661)

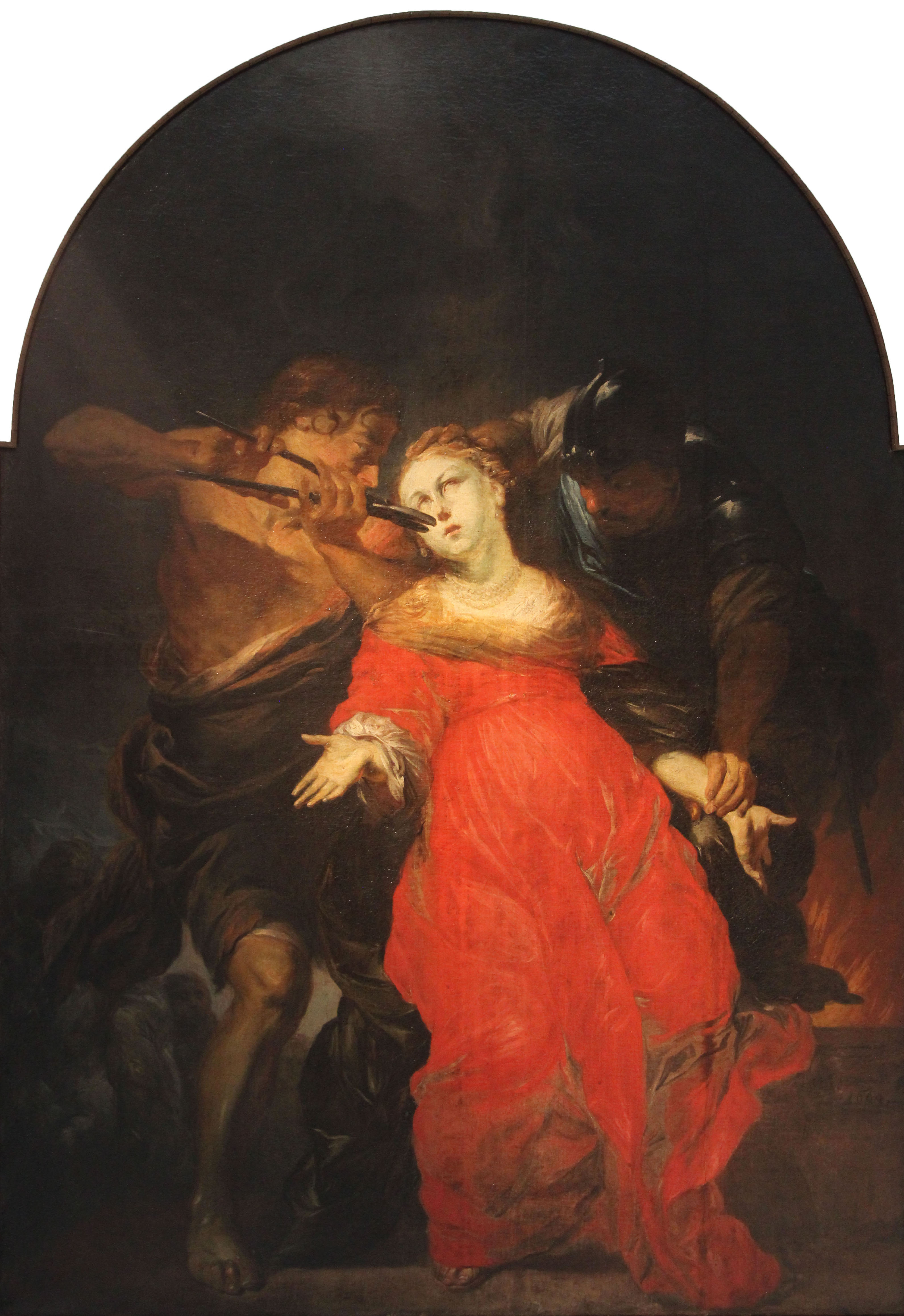
Męczeństwo św. Apolonii (1664)

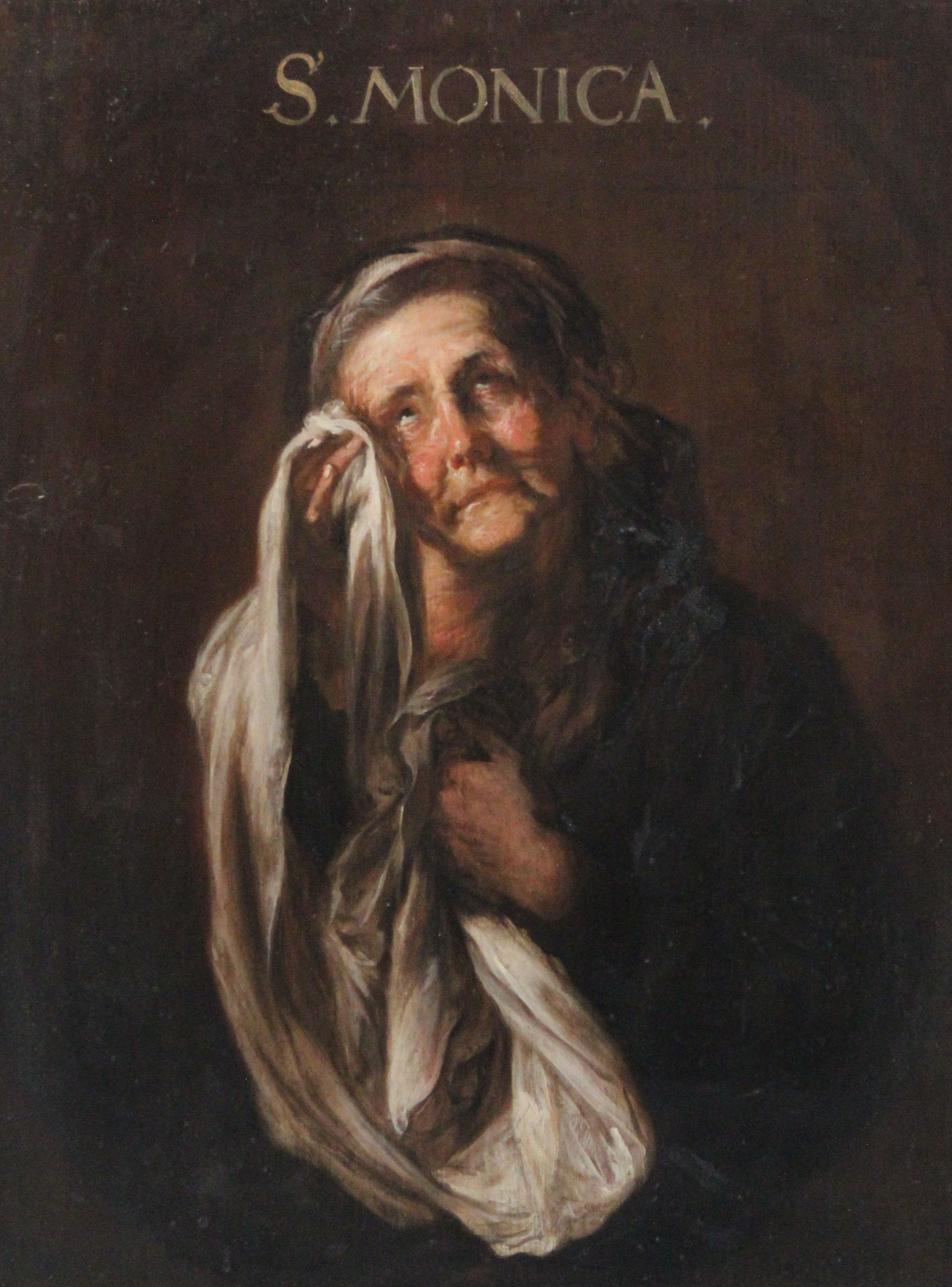
Św. Monika (1660-70)

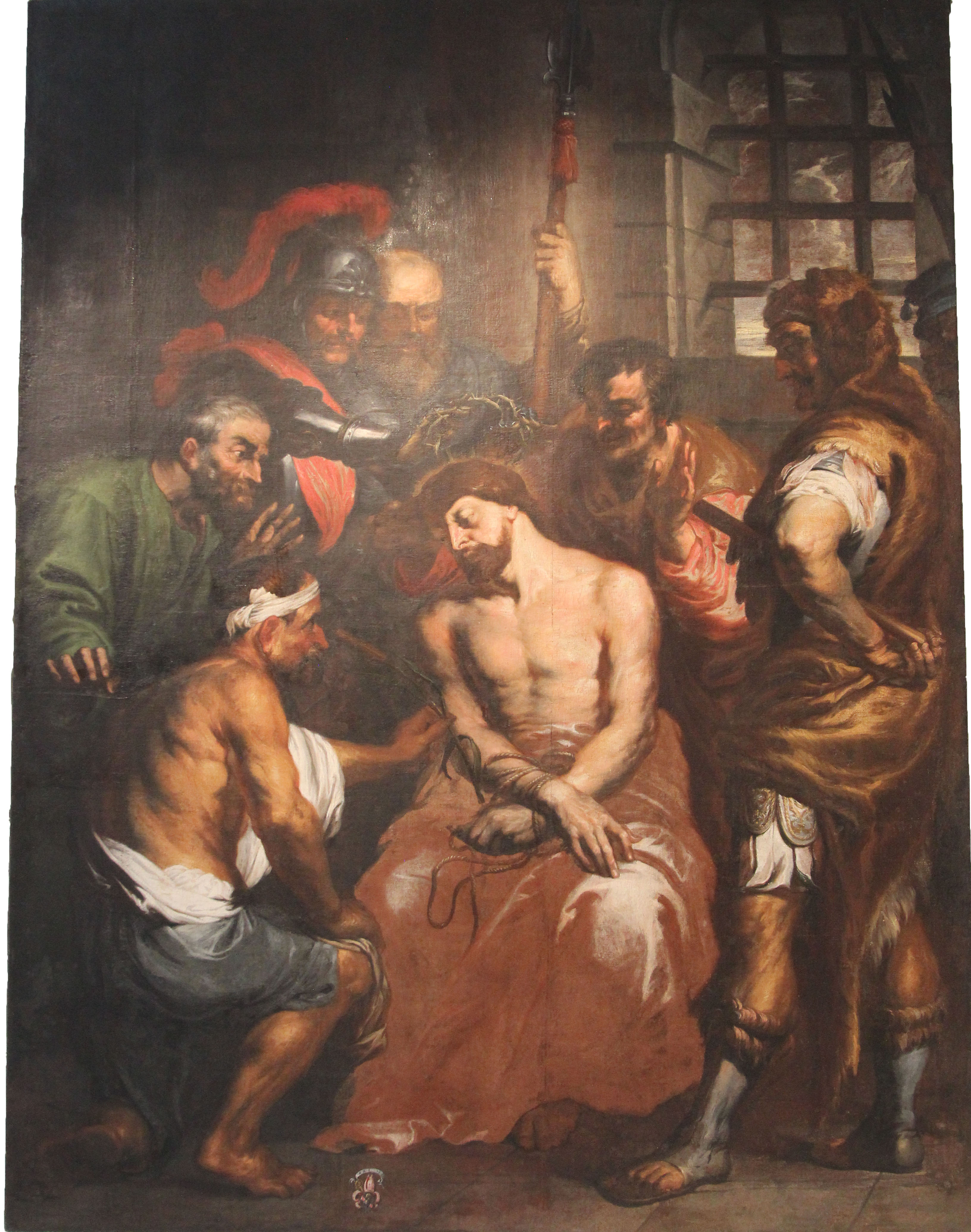
Koronowanie cierniem (1661)

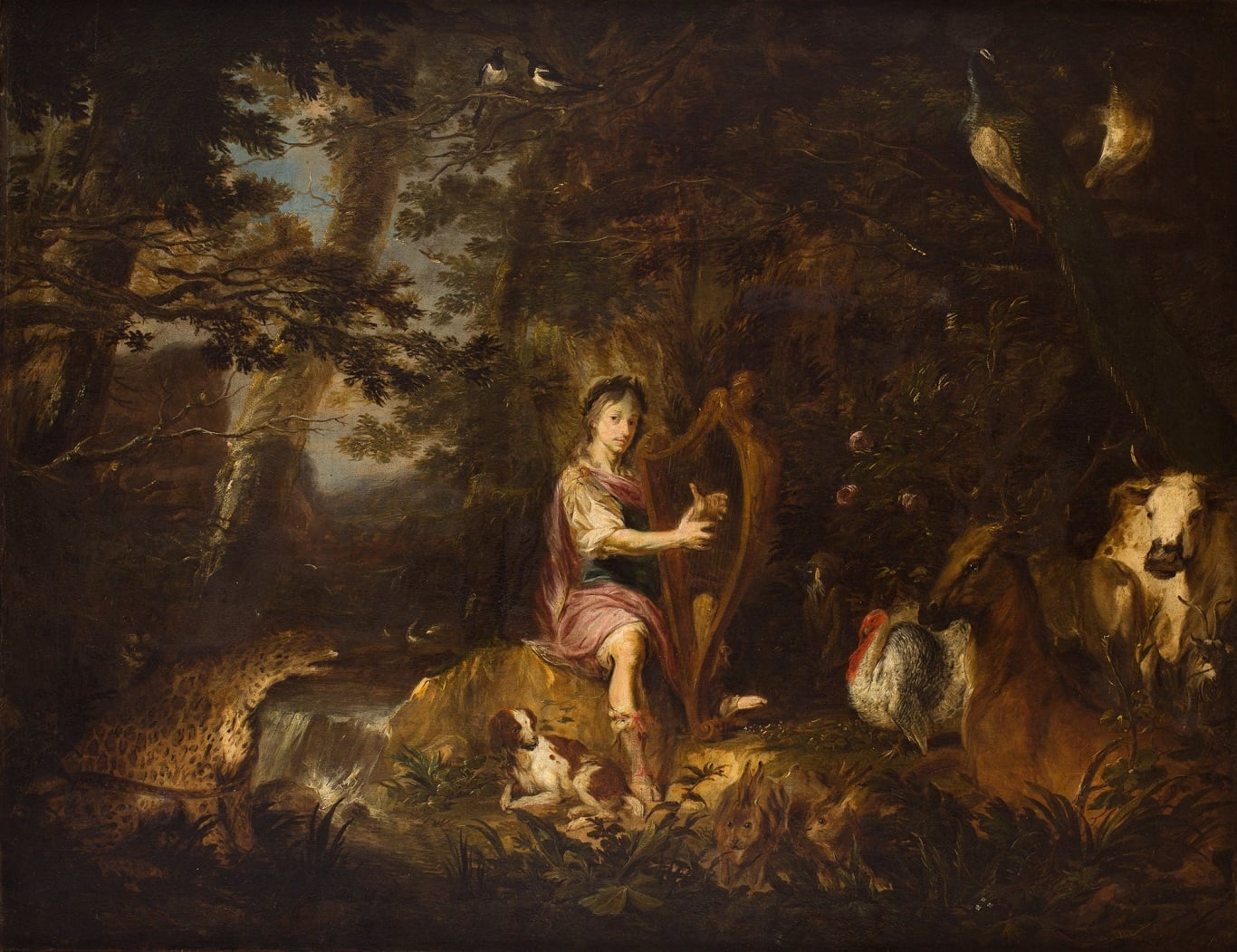
Orfeusz grający na harfie (ok. 1670)

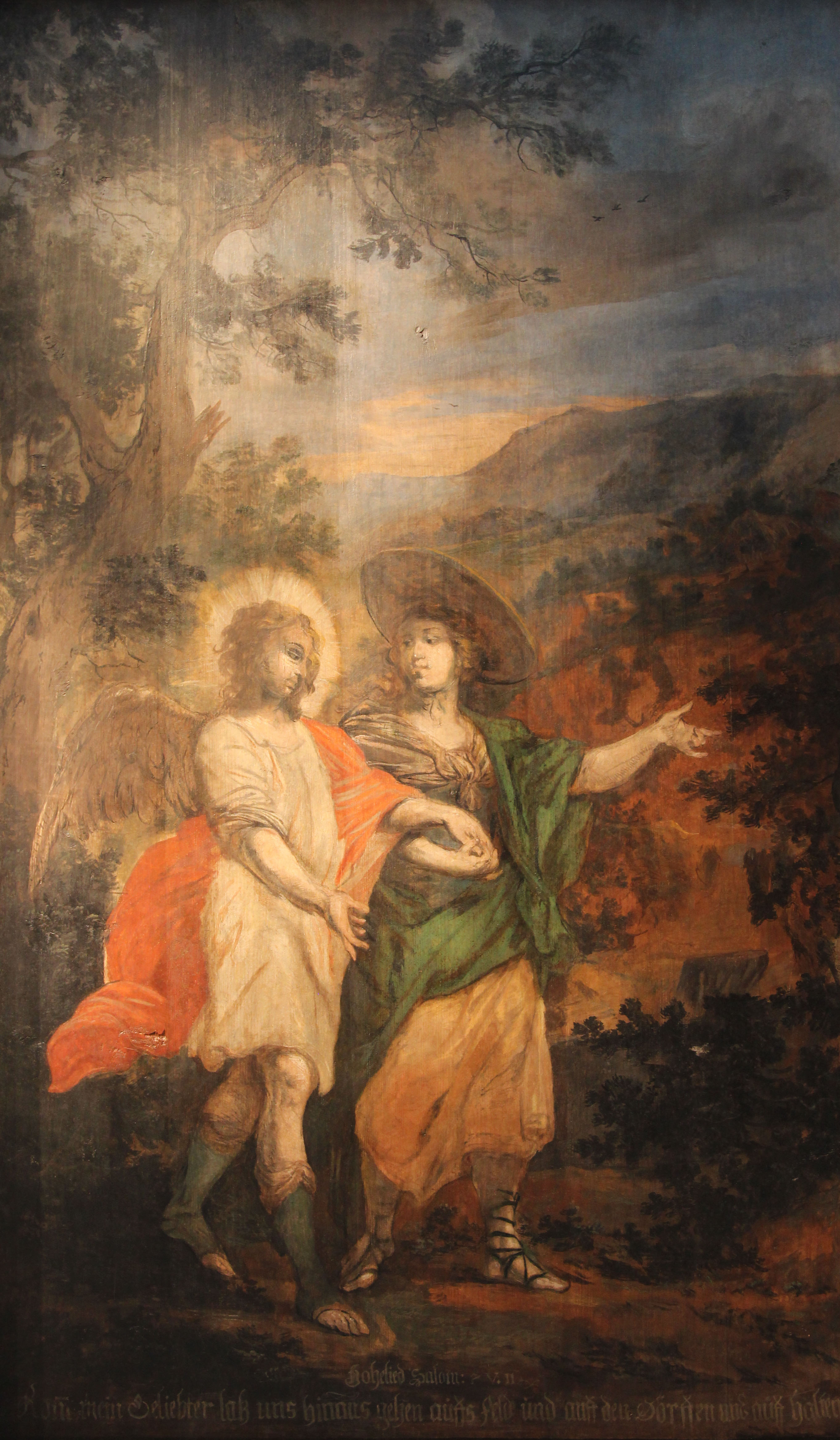
Oblubieniec prowadzący oblubienicę (ok. 1700)

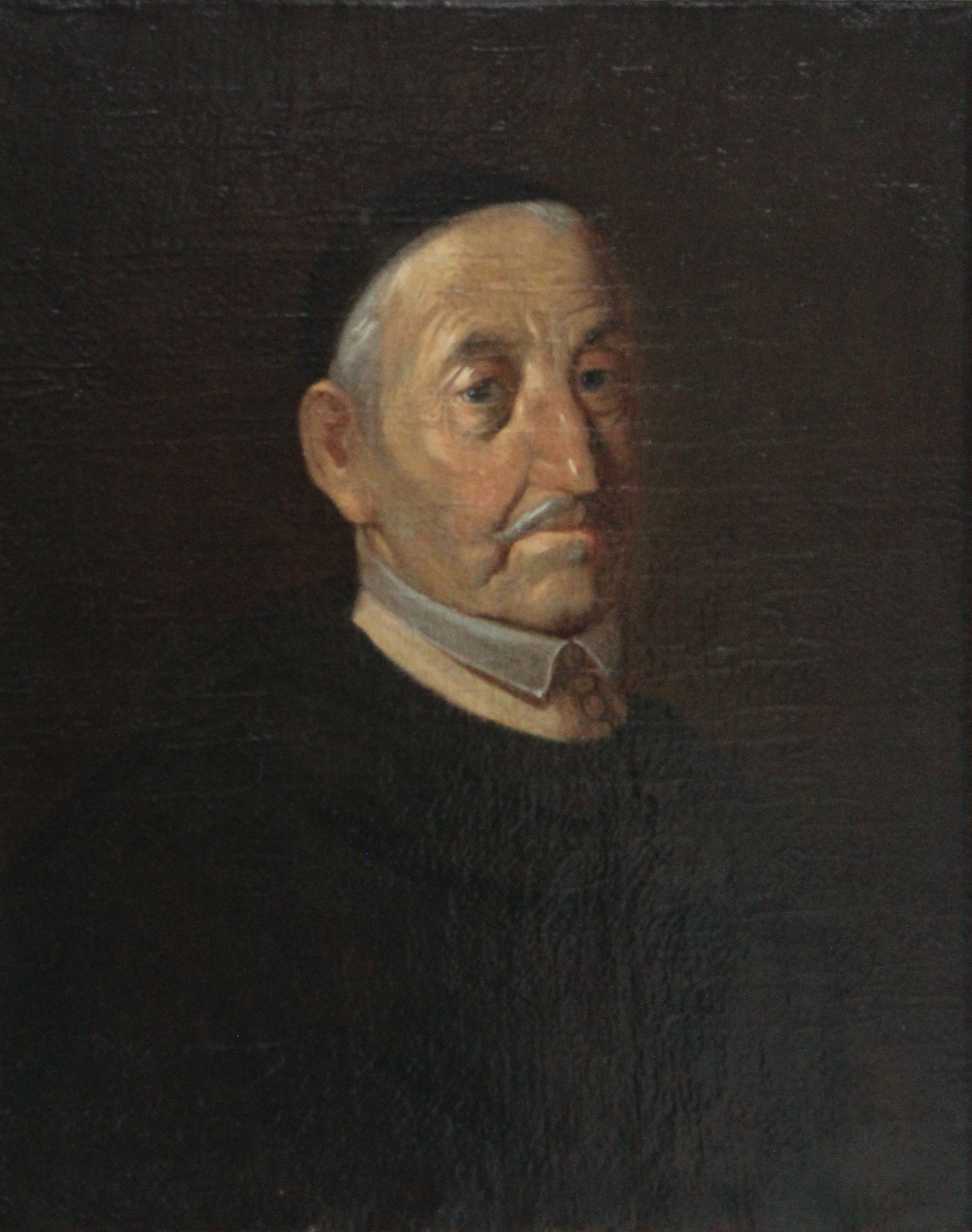
Portret Arnolda Freibergera (1672)

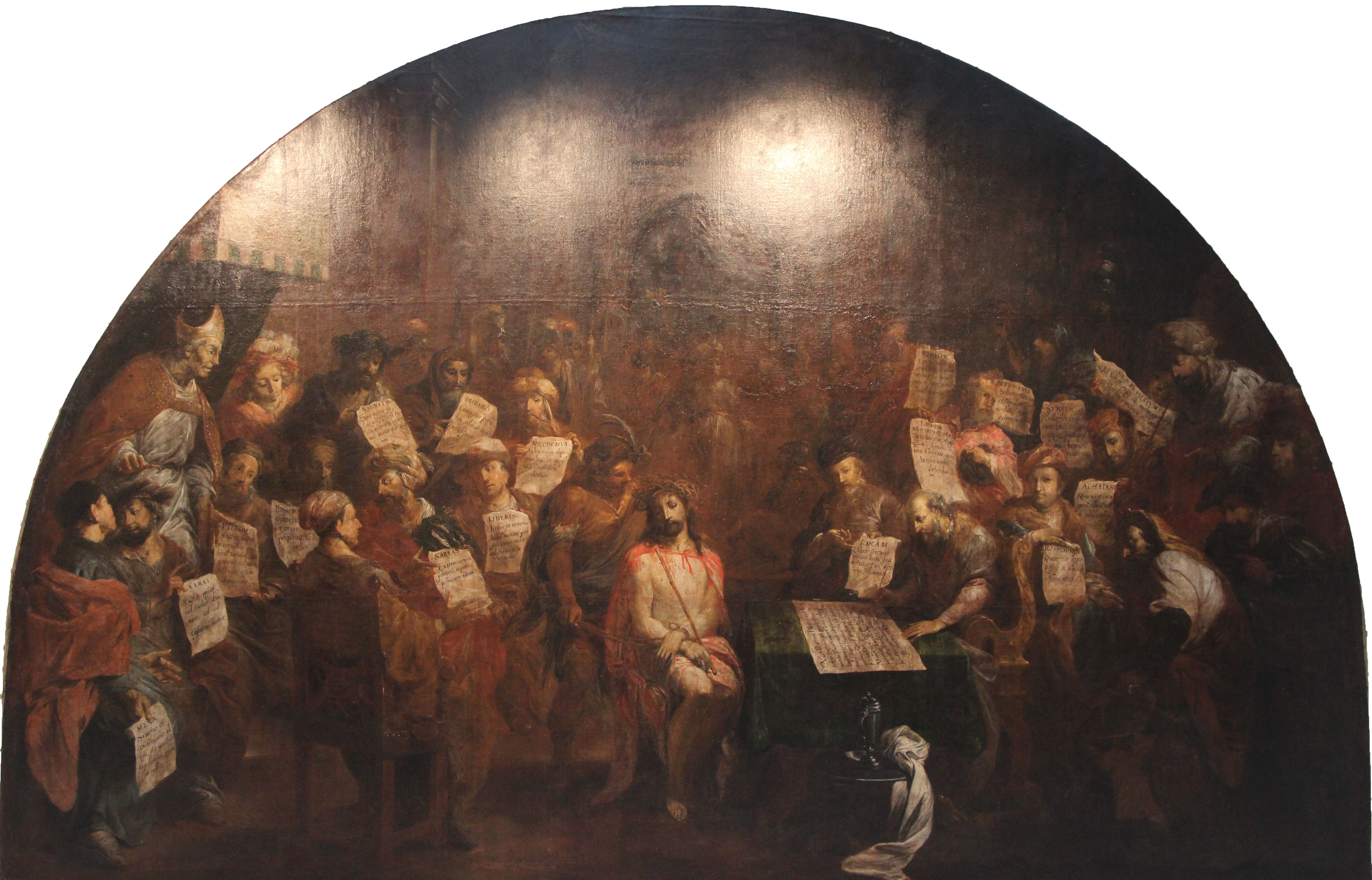
Sąd nad Chrystusem (ok. 1678)

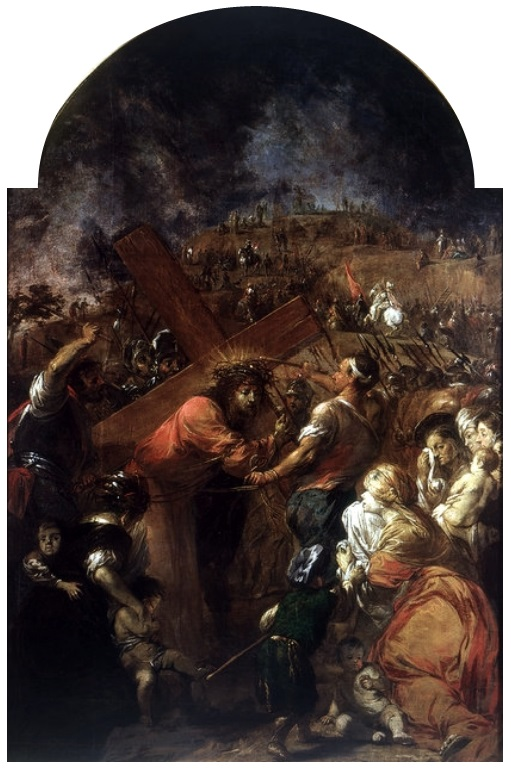
Chrystus i niewiasty jerozolimskie (ok. 1682)

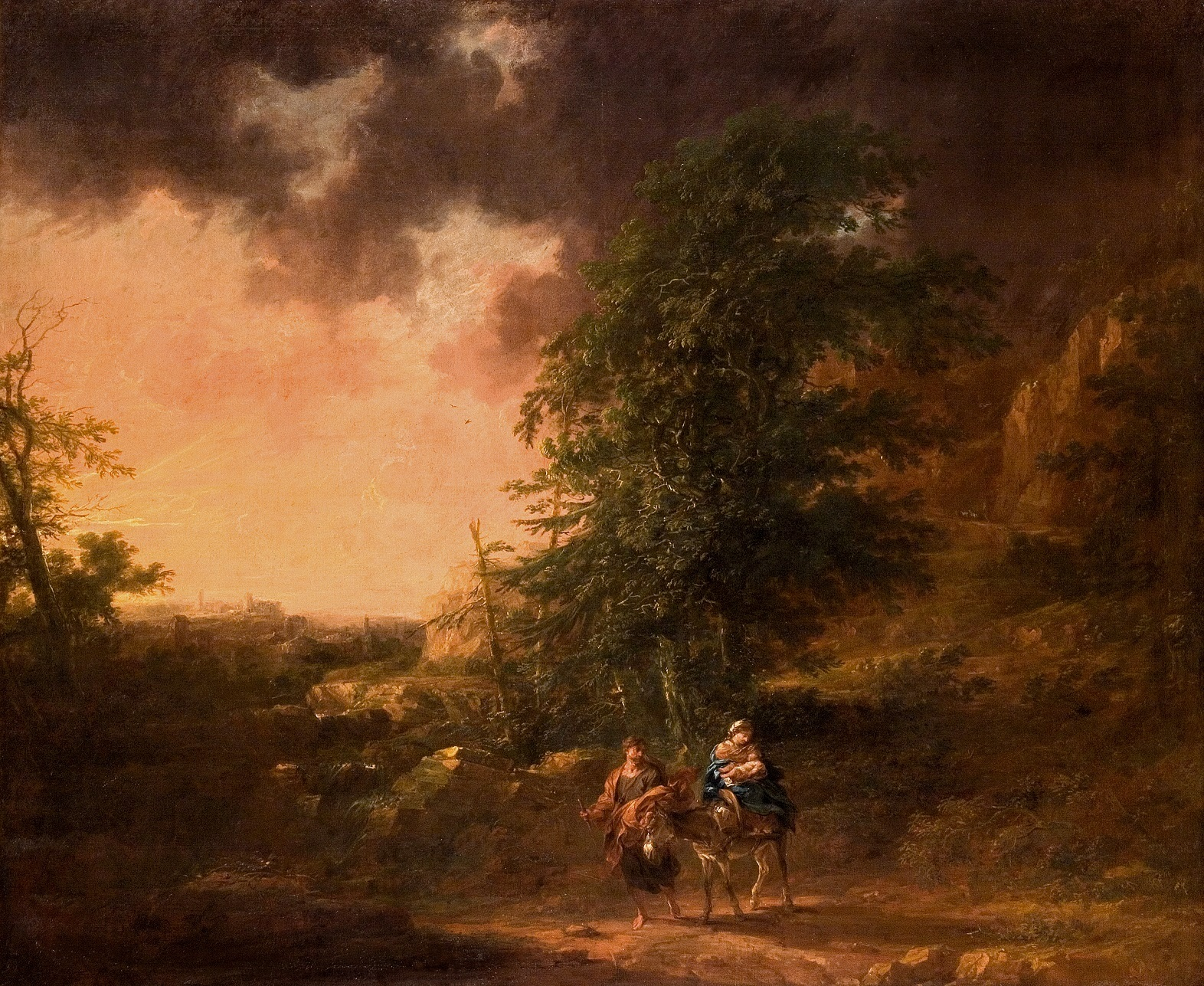
Ucieczka do Egiptu (ok. 1685)

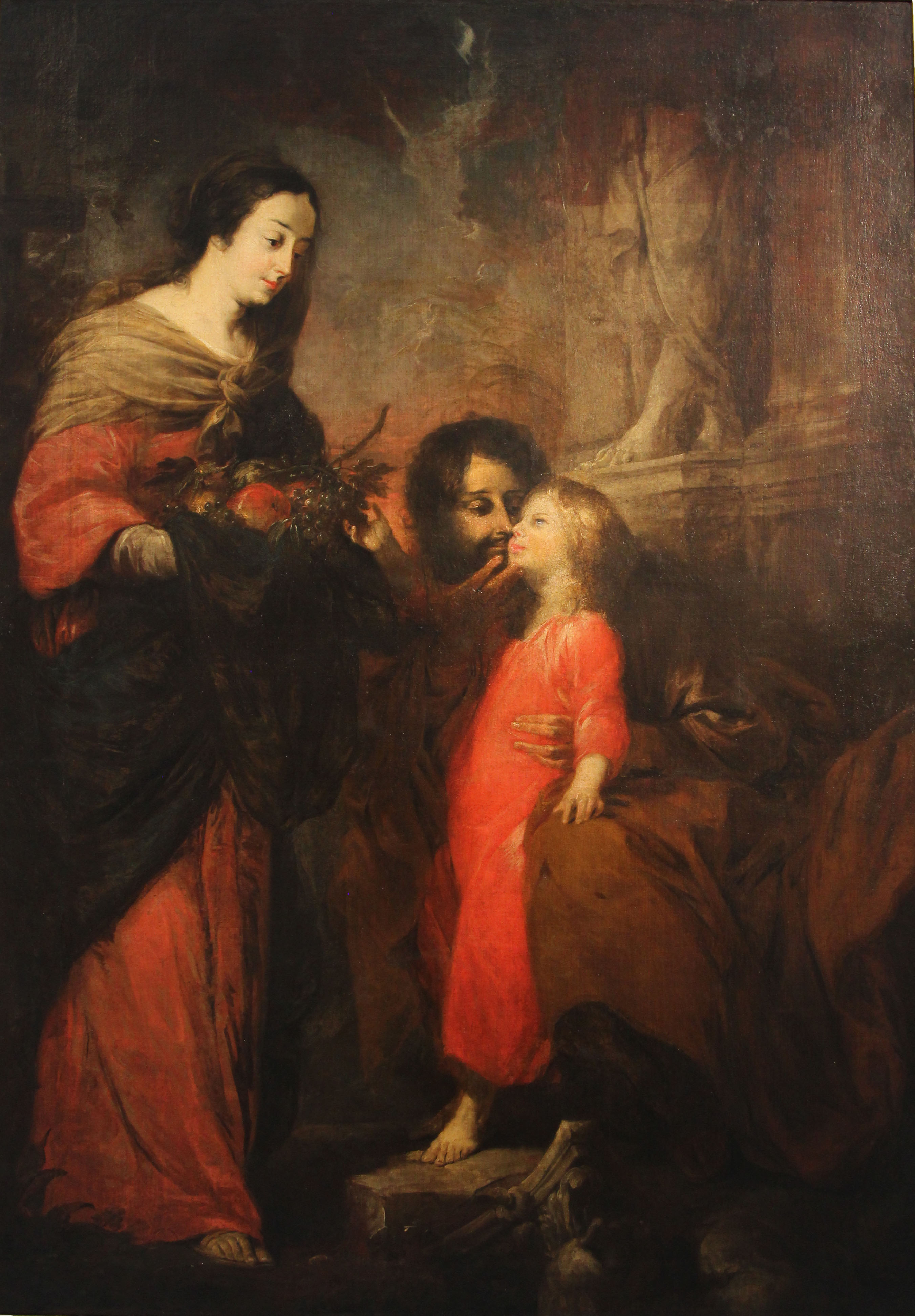
Pocałunek św. Józefa (ok. 1675)

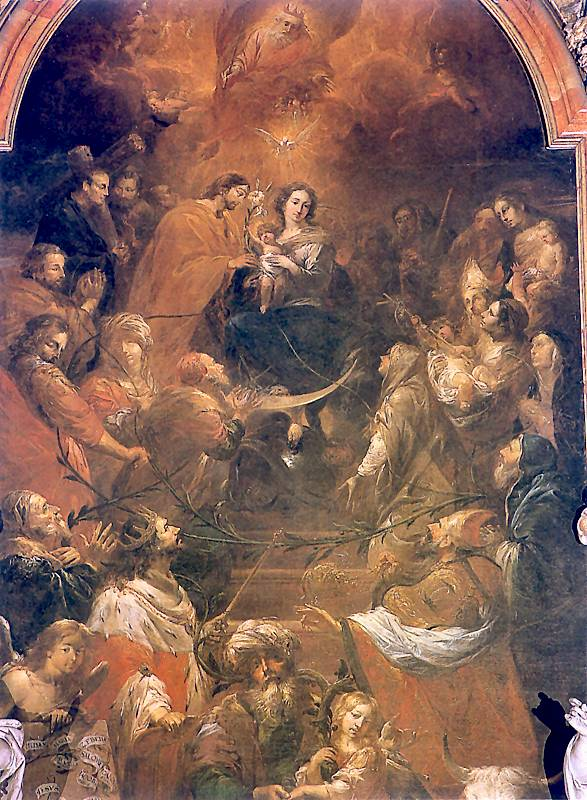
Drzewo genealogiczne Chrystusa (1678)

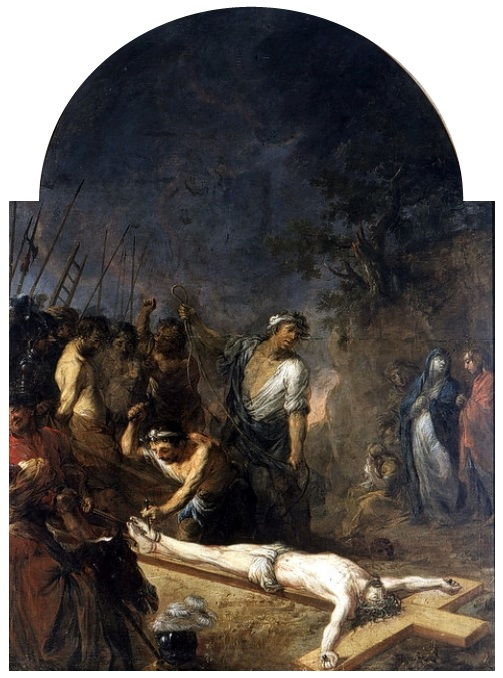
Przybicie Chrystusa do krzyża (ok. 1682)

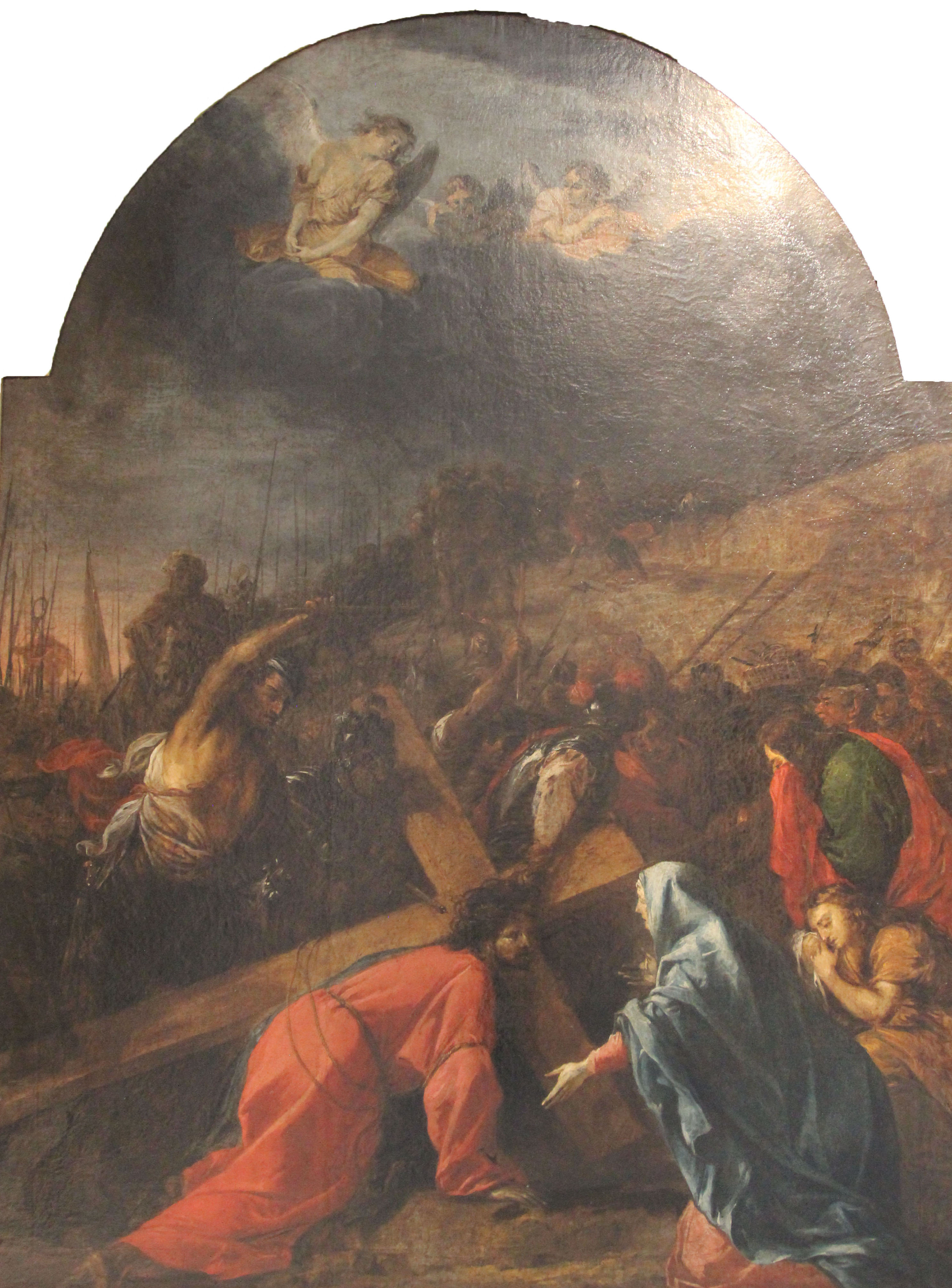
Pierwszy upadek Chrystusa pod krzyżem (ok. 1682)

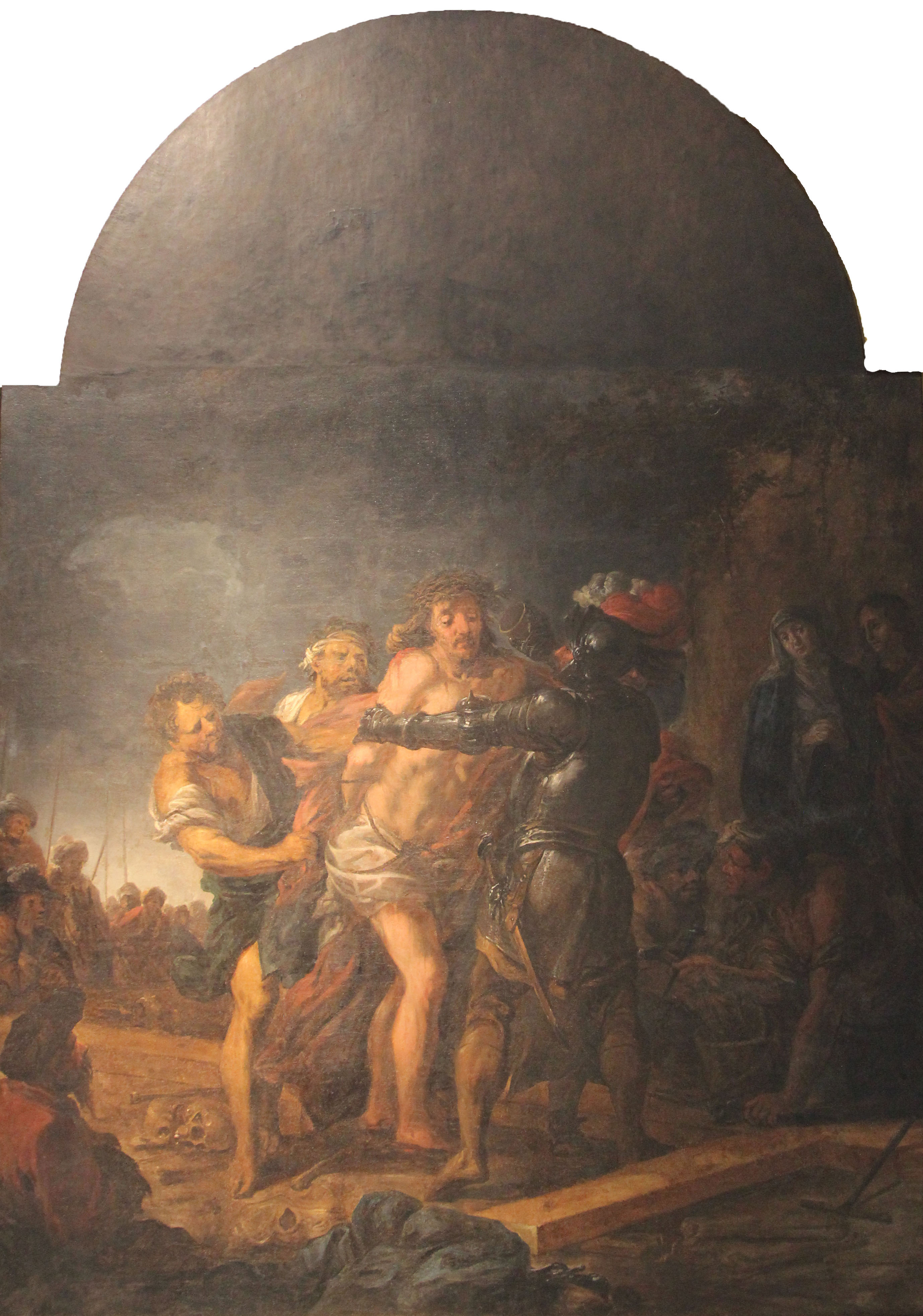
Obnażenie Chrystusa z szat (ok. 1682)

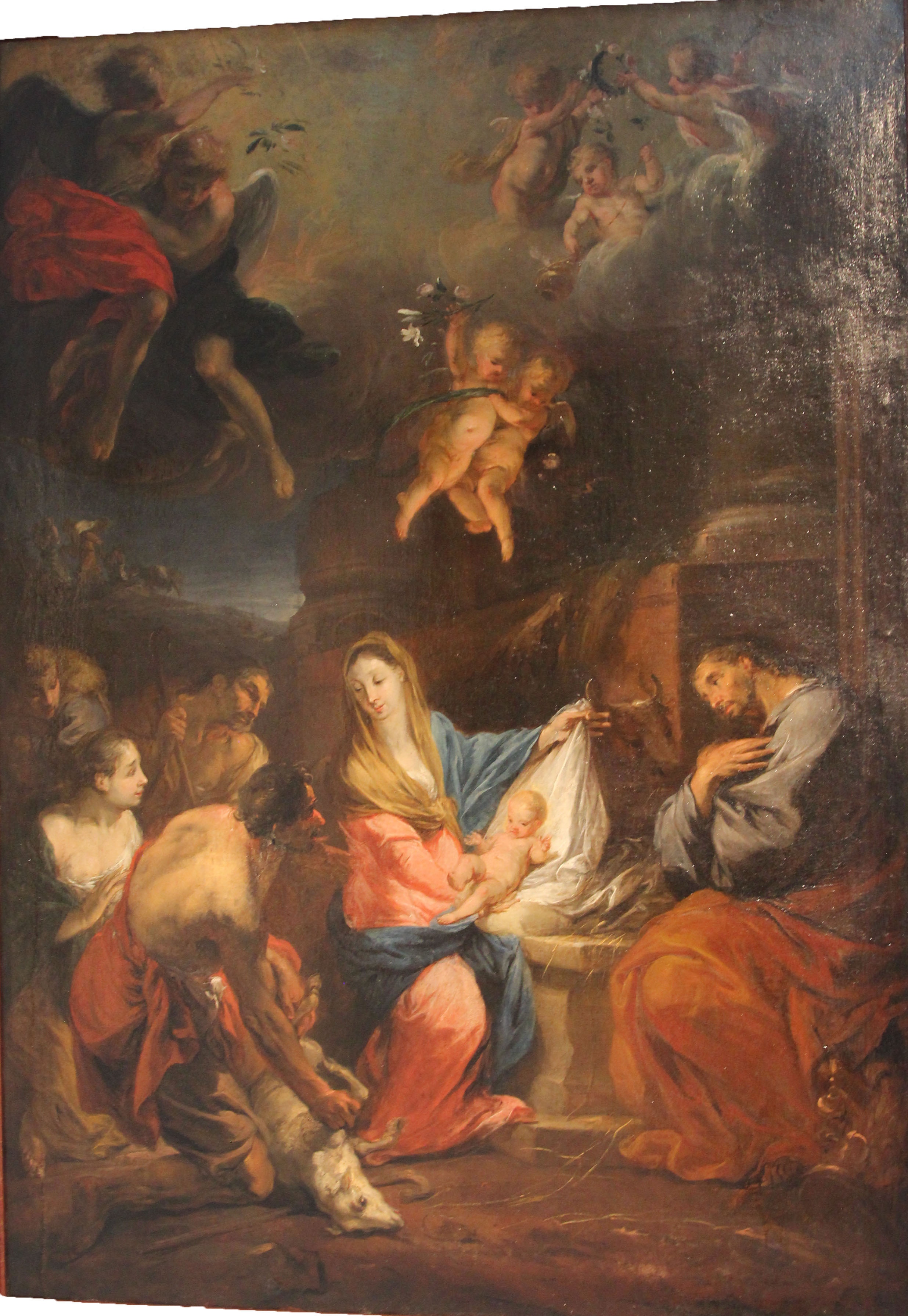
Pokłon pasterzy (ok. 1682)

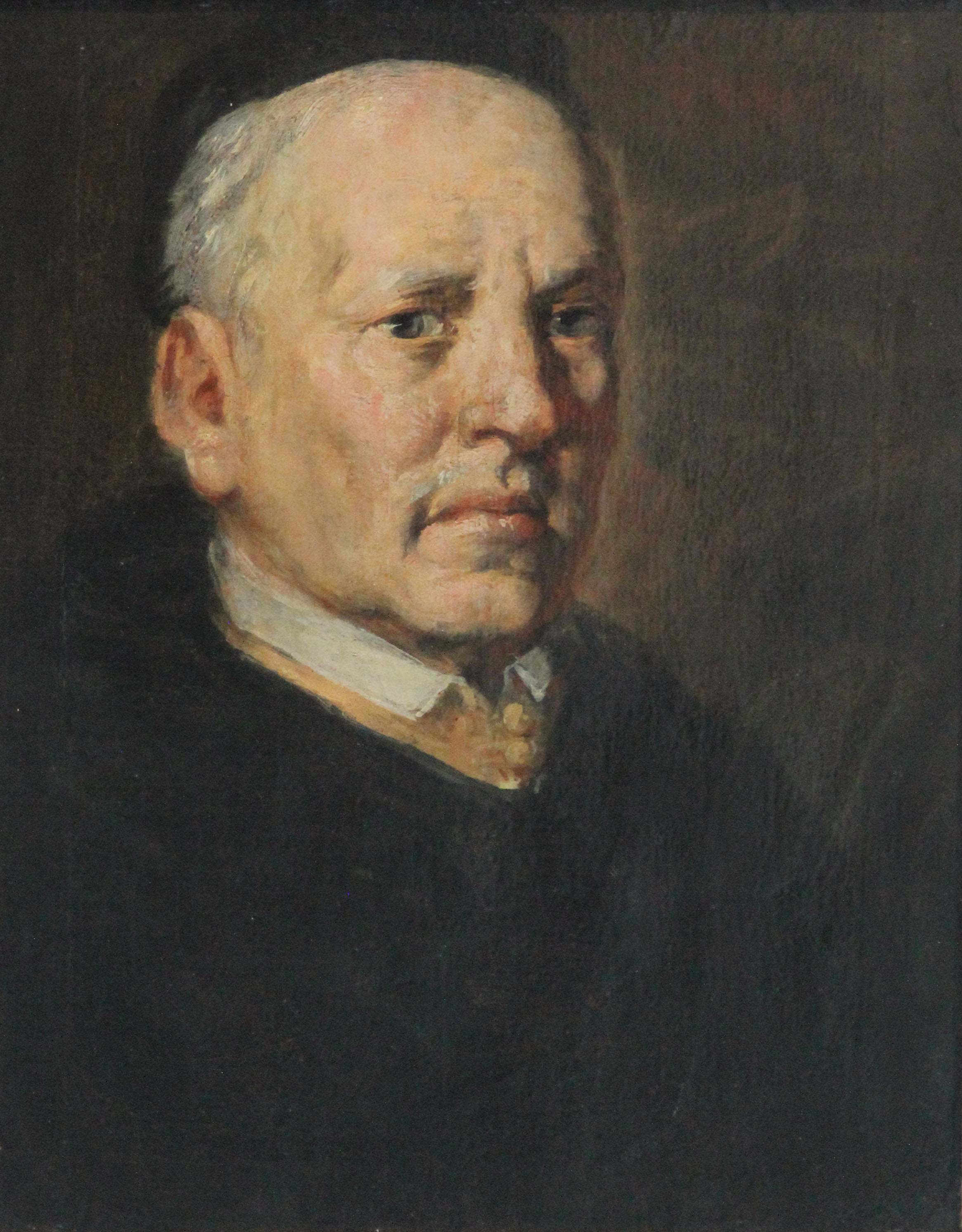
Portret Bernarda Rosy (ok. 1684)

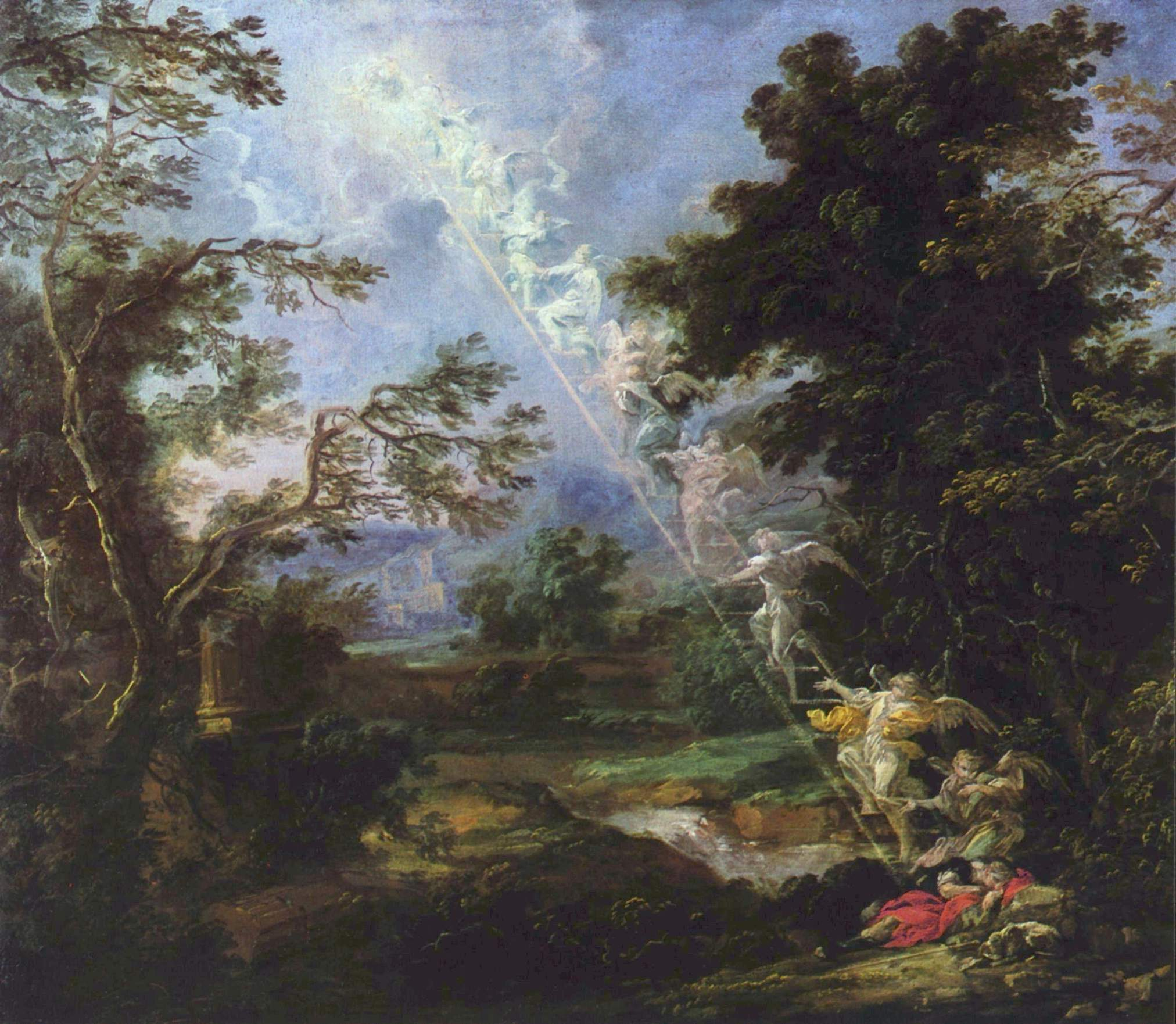
Krajobraz ze snem Jakuba (1691)

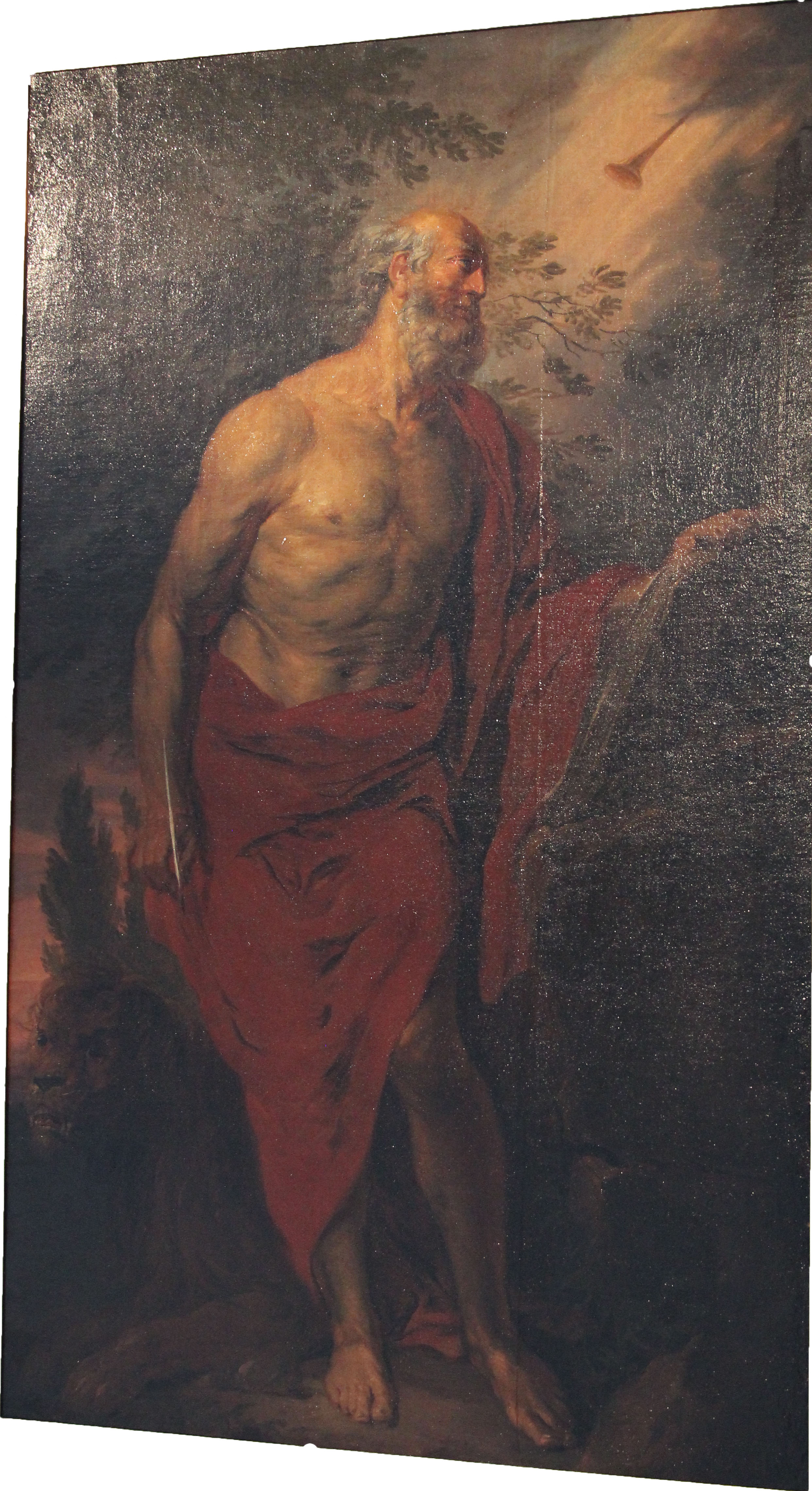
Św. Hieronim (1695)

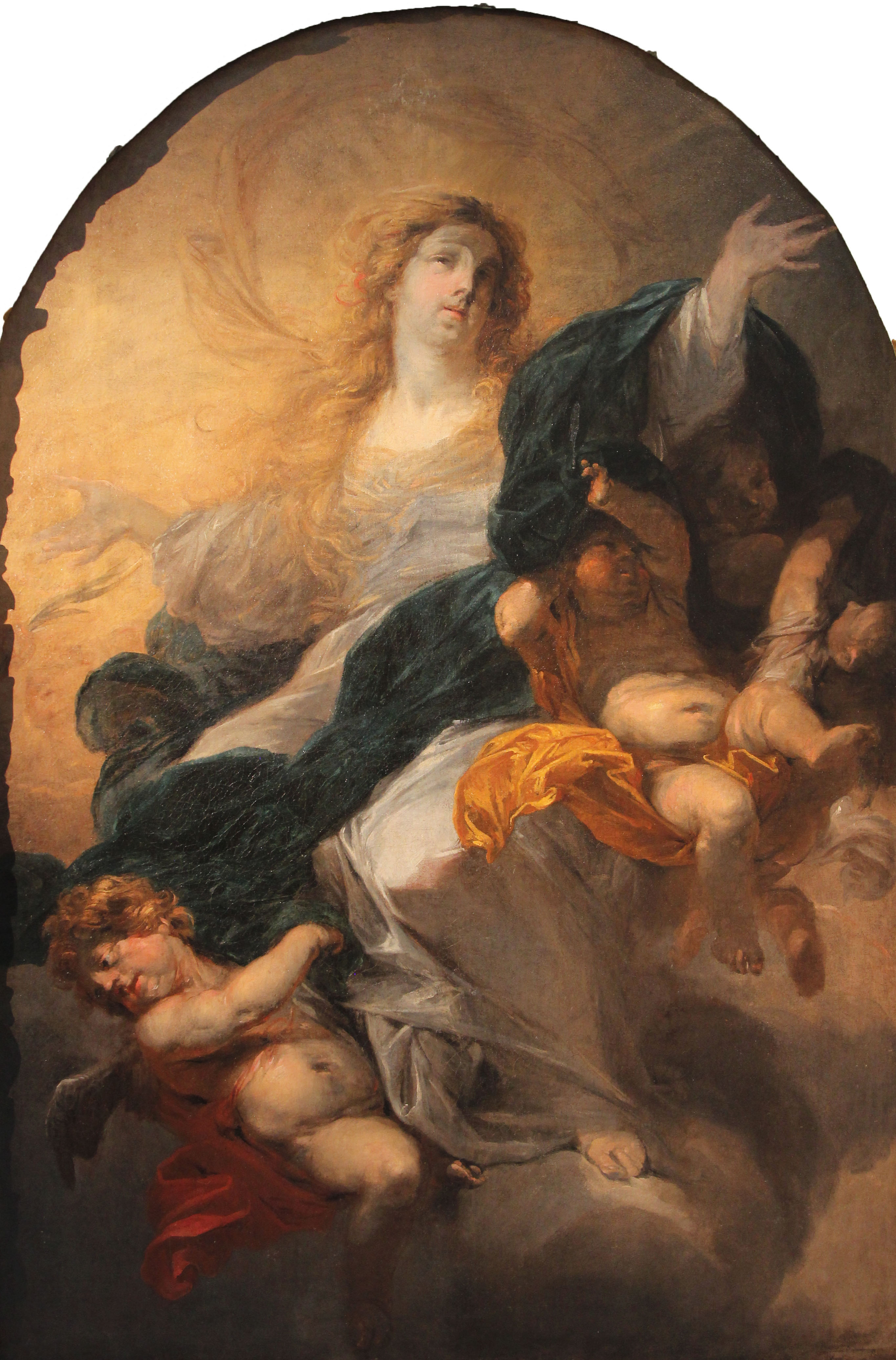
Wniebowzięcie NMP (1695-1700)

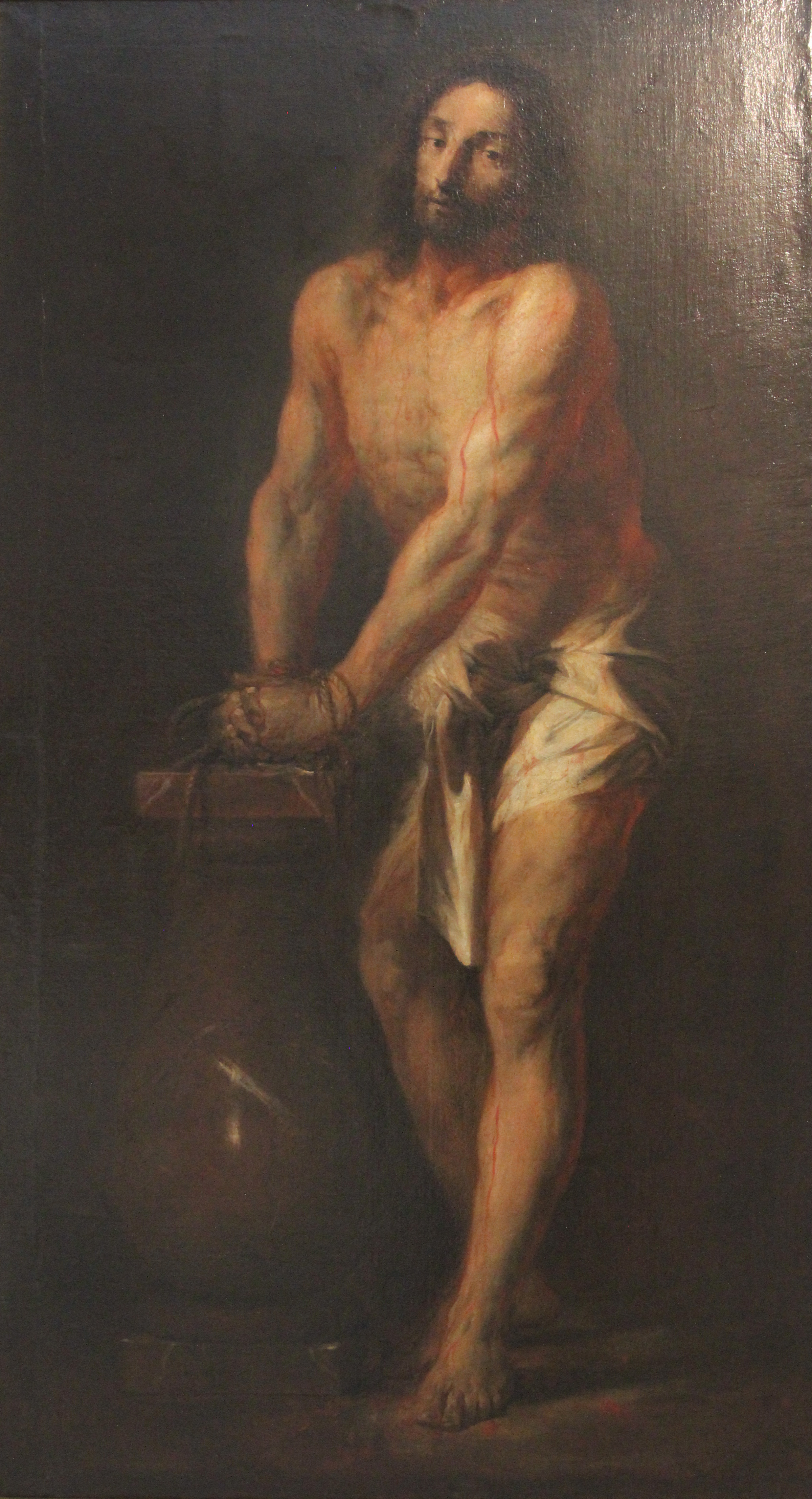
Chrystus przy kolumnie (ok. 1701)

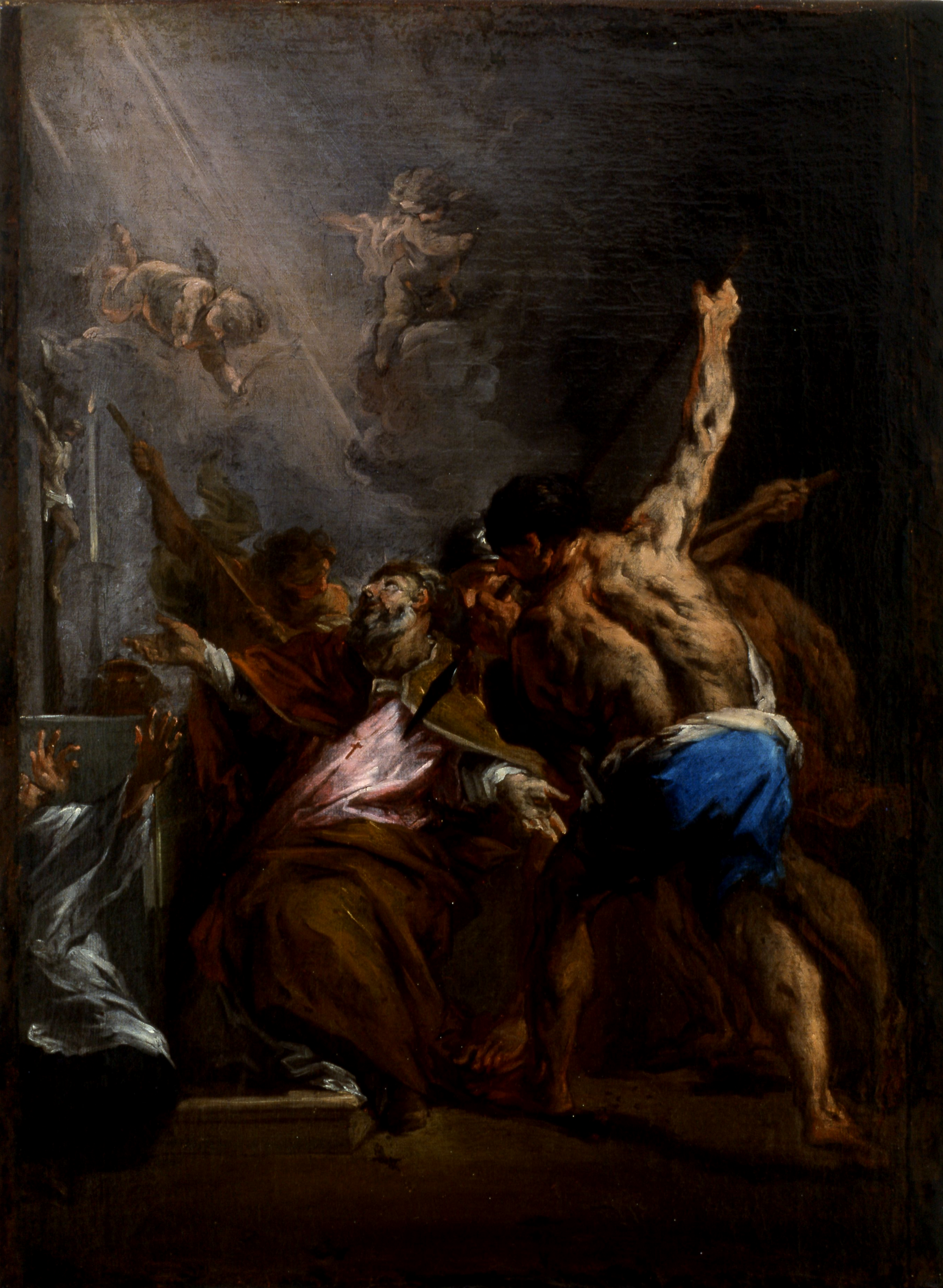
Męczeństwo św. Adalberta

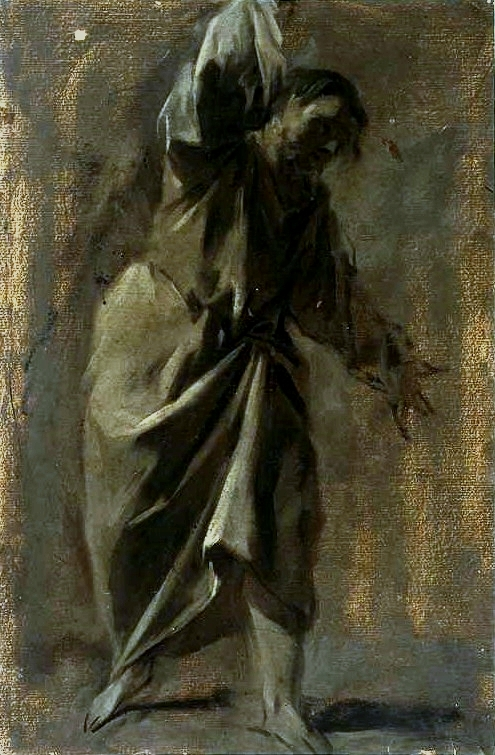
Studium kroczącego mężczyzny (1692)

## Życiorys
Ojcem Michaela był królewiecki artysta malarz Christian Peter, a matką szlachcianka Maria Dirschow. Miał dziewięcioro rodzeństwa. Rodzina była wyznania kalwińskiego. Początkowo uczył się rzemiosła malarskiego u swego ojca. Decydująca dla jego artystycznego rozwoju była podróż do Amsterdamu, którą odbył ok. 1650. Choć ze względów finansowych nie mógł zapisać się na naukę do któregoś z wielkich mistrzów holenderskich, to poznał w tym czasie ich dzieła i niektóre techniki m.in. malarstwo Rembrandta, a także malarstwo włoskie obecne w kolekcjach holenderskich. Stąd duży wpływ wywarło na Willmannie malarstwo tych twórców. Ponadto poznał dzieła Rubensa oraz van Dycka, a duży wpływ na jego twórczość miało antwerpskie Zdjęcie z Krzyża Rubensa. W swoich najlepszych obrazach korzystał z rubensowskiego języka form: dynamicznej kompozycji, monumentalizmu, dosłowności przedstawiania szczegółów, bogactwa form ciała ludzkiego. W trakcie pobytu w Amsterdamie wykonywał liczne rysunki i szkice oglądanych dzieł, kupował też odbitki różnych obrazów uznanych malarzy. Po opuszczeniu Amsterdamu przez kilka lat podróżował studiując kolekcje malarskie w różnych miastach Niemiec (w tym we Wrocławiu, gdzie był w 1656 r.), Polski i zwłaszcza w Pradze, gdzie był po 1656 r. Pojawiające się w starszej literaturze informacje, że zajmował stanowisko malarza dworu berlińskiego i że podczas pobytu we Wrocławiu miał spór z tamtejszym cechem malarzy nie znajdują potwierdzenia w źródłach. 21 X 1660 na zaproszenie opata miejscowego klasztoru cystersów osiedlił się w Lubiążu, gdzie otworzył pracownię malarską i przebywał już do końca życia, kupując tu dom z ogrodem (w 1687 dokupił jeszcze jedną działkę) i pracując głównie dla tego klasztoru. Podejmował stąd krótkie podróże, m.in. był w Berlinie w 1699 oraz w Kłodzku, gdzie 22 V 1663 dokonał konwersji na katolicyzm. 26 XI 1662 ożenił się z mieszkającą w Lubiążu Heleną Lišką, z którą miał cztery córki (Maria Magdalena, Anna Sophia, Helena Regina, Anna Elisabeth) i syna Michaela Willmanna Młodszego.
Zmarł w związku z postępującą dną moczanową. Zmumifikowane zwłoki Willmanna znajdują się w krypcie opatów kościoła w Lubiążu.

## Twórczość
Pracownia Willmanna miała charakter niewielkiej firmy mieszczącej się na piętrze rodzinnego domu. Dodatkowe pomieszczenie (szopa lub stodoła) służyło do produkcji dzieł wielkoformatowych. Uczniami i współpracownikami artysty byli członkowie najbliższej rodziny: pasierb Johann Christoph Lischka, córka Anna Elisabeth, syn Michael Leopold oraz wnuk Georg Wilhelm Neunhertz. Czasowo z artystą współpracowali także: Johann Philipp Kretschmer z Głogowa, Johann Jacob Eybelwieser z Wrocławia oraz Jacob Arlet z Henrykowa. Po śmierci Willmanna warsztatem kierowali kolejno Lischka i Neunhertz. Pracownia działała do 1723 r.
W obrazach Willmanna uzyskuje odbicie barokowy pogląd na miejsce człowieka w świecie. Nie stoi on już w centrum, jak u renesansowych artystów-badaczy, ale staje się jednym z elementów niespokojnej, otaczającej go przyrody. Początkowe, mniej samodzielne dzieła, wykazują zależność od renesansowych kompozycji i ówczesnych mistrzów. Z czasem jednak rozwinął swoje umiejętności, w czym pomogła mu duża liczba zamówień malarskich. Całkowitą niezależność artystyczną osiągnął w cyklu Męczeństwa apostołów.
Największe zbiory dzieł Willmanna znajdują się w kościele pomocniczym św. Józefa w Krzeszowie, Muzeum Narodowym we Wrocławiu, kościele Wniebowzięcia NMP w Henrykowie oraz w Galerii Narodowej w Pradze. Dwadzieścia dziewięć obrazów ołtarzowych pochodzących z kościoła klasztornego w Lubiążu rozproszonych jest obecnie w czternastu kościołach warszawskich.
W 2008 roku powstał Szlak Sakralnej Sztuki Barokowej im. Michaela Willmanna mający na celu realizację idei „Barok w Służbie Rozwoju Lokalnego”, czyli wykorzystanie dzieł malarzy środkowoeuropejskiego baroku do szeroko rozumianego rozwoju lokalnego.
Na przełomie 2009 i 2010 roku odnaleziono na poddaszu kościoła św. Antoniego we Wrocławiu nieznany obraz Willmanna, który przedstawia franciszkańskiego mnicha Jana Kapistrana, zaś w kwietniu 2010 zidentyfikowano w tym samym kościele obraz Wizję św. Antoniego Padewskiego.

## Dzieła
Malował głównie obrazy religijne, ale także portrety, sceny mitologiczne i alegoryczne oraz pejzaże ze sztafażem figuralnym i motywami animalistycznymi.
Był artystą bardzo płodnym. Do naszych czasów przetrwało 298 dzieł jego autorstwa, w tym 202 obrazy sztalugowe na płótnie lub drewnie oraz 96 malowideł freskowych. Zachowały się ponadto 123 obrazy olejne i malowidła freskowe autorstwa jego pomocników i następców. Co najmniej 280 dzieł Willmanna i jego współpracowników potwierdzonych źródłowo uważa się za zaginione. Tylko w samym Lubiążu powierzchnia dzieł Willmanna w przypadku obrazów na płótnie wynosiła 300 m², w przypadku fresków – aż 620 m².
Swoje prace sygnował nazwiskiem i inicjałem imienia M. Willman (z jedną literą n na końcu) lub jedynie inicjałami M. W., często dodając datę powstania dzieła.

### Cykle malarskie
- Cykl Męczeństwa apostołów – 16 monumentalnych (ok. 4 × 3 m) płócien stanowiących główny element wyposażenia kościoła klasztornego Cystersów pw. Wniebowzięcia NMP i św. Jana Chrzciciela w Lubiążu. Przedstawiał w niezwykle ekspresyjny i drastyczny sposób sceny męczeństwa 12 apostołów (zamiast Judasza jest św. Maciej), św. Szczepana, św. Pawła i św. Wawrzyńca oraz obejmował związane z nimi tematycznie i formatowo Podniesienie krzyża. Cykl powstawał z przerwami w latach 1661–1700 na zlecenie trzech opatów klasztoru: Arnolda Freibergera, Johanna Reicha oraz Ludwika Baucha. Dzieła oprawione w marmoryzowane ramy z bogatą snycerką były umieszczone w prezbiterium, transepcie oraz w nawie głównej powyżej arkad i poniżej linii sklepień. W październiku 1943 r. zostały ewakuowane z kościoła w Lubiążu do skrytki w kościele Benedyktynek w Lubomierzu, w połowie 1945 r. przewiezione do składnicy w Pałacu Paulinum w Jeleniej Górze. W 1952 r. przekazano je Warszawskiej Kurii Metropolitarnej jako trwały depozyt. Obecnie obrazy rozproszone są w siedmiu kościołach Warszawy, połowa (8 płócien) znajduje się w kościele Wszystkich Świętych[17].
- Cykl pięciu wielkoformatowych (ok. 345 × 530 cm) i wielofigurowych obrazów w kształcie półtonda o tematyce chrystologicznej w kościele klasztornym Cystersów pw. Wniebowzięcia NMP i św. Jana Chrzciciela w Henrykowie. Trzy pierwsze powstały w latach 1677–1678 na zamówienie opata Melchiora Welzela, dwa pozostałe dopiero w 1704 roku na zlecenie opata Tobiasa Ackermanna. Obrazy przedstawiają epizody z życia, działalności publicznej i śmierci Chrystusa: Pokłon Trzech Króli, Chrystus uzdrawiający chorych i obłąkanych, Św. Magdalena namaszczająca olejkiem stopy Chrystusa, Sąd nad Chrystusem oraz Ukrzyżowanie. Scena sądu, oparta na źródłach apokryficznych, opatrzona została licznymi inskrypcjami zawierającymi listę dwudziestu sędziów Wysokiej Rady oraz teksty ich oskarżeń[18].
- Cykl 11 pejzaży ze sztafażem figuralnym o tematyce biblijnej powstały w latach 1692–1696 na zamówienie opata Balthasara Nietsche z przeznaczeniem do letniego refektarza w Pałacu Opatów w Lubiążu. Poza formatem (ok. 87 × 106 cm) łączyła je podobna kompozycja: scena tytułowa umieszczona w dolnej części obrazu, rozciągający się poza horyzont drugi plan w połowie płótna oraz górna część wypełniona niebem i chmurami. Do naszych czasów zachowały się trzy dzieła: Krajobraz z prorokiem Elizeuszem, Krajobraz ze snem Jakuba oraz  Krajobraz z Tobiaszem i aniołem. Za zaginione uważa się osiem pozostałych obrazów, przedstawiających sceny biblijne zaczerpnięte ze Starego Testamentu: Kain i Abel, Prorok Bileam, Sprzedanie Józefa, Rachela przy studni, Hagar i Ismael, Ukaranie proroka z Judy, Znalezienie Mojżesza, Mojżesz przed krzakiem gorejącym[19].
- Zestaw 17 obrazów ołtarzowych zamówionych przez opata Johannesa Reicha w latach osiemdziesiątych XVII w. w ramach drugiej fazy barokizacji kościoła pw. Wniebowzięcia NMP w Lubiążu po zniszczeniach i rabunkach w czasie wojny trzydziestoletniej. W ołtarzu głównym znalazły się dwa malowidła: monumentalne Wniebowzięcie NMP (486 × 296 cm) w dolnej kondygnacji oraz Oczekiwanie na Marię w górnym piętrze nastawy. Na drzwiach ołtarzowych bramek umieszczono wizerunki Aarona i Melchizedecha. Do ołtarzy bocznych w prezbiterium i obejściu kościoła trafiło dziewięć mniejszych płócien: Śmierć św. Barbary, Pokłon pasterzy, Chrzest Chrystusa, Wizja św. Bernarda z Clairvaux, Śmierć św. Benedykta, Św. Jan Ewangelista na wyspie Patmos, Zmartwychwstanie Chrystusa, Dysputa św. Katarzyny oraz wykonany znacznie później Anioł Stróż. Pierwsze obrazy do kościoła klasztornego wykonał Willmann w I połowie lat 60. XVII w. na zlecenie opata Arnolda Freibergera w ramach I etapu barokizacji świątyni: Wizja św. Augustyna, Cierniem koronowanie, Modlitwa w Ogrójcu, Wizja św. Bernarda z Clairvaux, Ciało Chrystusa podtrzymywane przez aniołów, Św. Hieronim (dzieło zaginione), Ostatnia Wieczerza. Ostatnie znane i sygnowane obrazy tworzące tryptyk Ukrzyżowanie Chrystusa namalowane zostały w 1702 r. i umieszczone w południowym ramieniu transeptu. Obecnie cykl jest rozproszony po różnych kościołach i muzeach w Warszawie i we Wrocławiu[20].
- Cykl malowideł freskowych na sklepieniu refektarza letniego w Pałacu Opatów w Lubiążu wykonany na zamówienie opata Balthasara Nietsche w latach 1692–1693. Obejmował centralny plafon w kształcie wydłużonego prostokąta i przedstawiał Triumf bohatera cnót – scenę gloryfikującą życie w cnocie jako jedyną drogę do wiecznej sławy. Otaczało ją siedemnaście medalionów w stiukowych ramach o charakterze moralizatorskim przedstawiającym sceny mitologiczne i alegoryczne: Drzewo o silnych korzeniach, Miłość niebiańska pokonująca miłość ziemską, Drzewo laurowe, Diogenes, Krzew róży gubiący płatki kwiatów, Marsjasz obdzierany ze skóry, Nocne zwierzęta pierzchające przed promieniami słońca, Apollo w rydwanie wśród gwiazd, Słoneczny pejzaż, Pan ujeżdżany przez Amosa, Lilia wśród ostów, Odyseusz i śpiewające syreny, Zielona jodła wśród suchych i bezlistnych drzew, Apollo i Dafne, Ziemia i Niebo połączone łańcuchem i ręka Boga trzymająca wieniec, Satyr jadący wozem zaprzęgniętym w osła, Putto. Wszystkie przedstawienia wykonane zostały w technice fresku mokrego. W 1898 zostały zasłonięte drewnianym stropem. Odsłonięto je dopiero w 1972 r.[21][19]
- Cykl 49 malowideł[22] wykonanych w latach 1692–1696 w technice fresku mokrego, o różnym formacie i wymiarach, które zostały umieszczone w nawie, prezbiterium i kaplicach bocznych na sklepieniach i ścianach bocznych w kościele brackim w Krzeszowie. Freski ujęte zostały w stiukowe lub malowane ramy oraz ornamenty w formie liści akantu. W realizacji przedsięwzięcia pomagali Willmannowi pasierb Johann Christoph Lischka oraz syn malarza Michael Leopold. Program ikonograficzny wystroju opracował zleceniodawca przedsięwzięcia opat Bernard Rosa. Inspirację czerpał z przedstawień św. Józefa w austriackim kościele Lilienfeld – ważnym ośrodku kultu świętego w Monarchii Habsburskiej – oraz propagowanej przez siebie mistyki Trójcy Stworzonej. Motywem przewodnim fresków stała się rola św. Józefa w boskim dziele Odkupienia. Dominują trzy cykle przedstawień: Przodkowie Świętej Rodziny (15 fresków na sklepieniu), Siedem Radości św. Józefa (kaplice zachodnie) oraz Siedem Boleści św. Józefa (kaplice wschodnie). Główne wątki dekoracji spaja monumentalne malowidło na trzech ścianach prezbiterium Pokłon Trzech Króli: dwa przedstawienia orszaku zdążającego do Betlejem na tle skalistego krajobrazu oraz właściwe przedstawienie Pokłonu na ścianie zamykającej prezbiterium. W pracy wykorzystał Willmann graficzne pierwowzory ze swojej warsztatowej kolekcji oraz wzorował się na cyklu fresków z kościoła kolegiackiego w Otmuchowie wykonanym przez Karola Dankwarta. Wśród malowideł można rozpoznać trzy kryptoautoportrety malarza: jako karczmarza odmawiającego noclegu św. Rodzinie w Poszukiwaniu noclegu w Betlejem, gapia na fresku Obrzezanie oraz przysłuchującego się nauce Jezusa w scenie Odnalezienia. W opinii badaczy malarska dekoracja kościoła w Krzeszowie uznawana jest za jedną z najlepszych freskowych realizacji powstałych w II połowie XVII w. na północ od Alp.[23][24][25][26]

### Obrazy w Muzeum Narodowym we Wrocławiu
W zbiorach Muzeum Narodowego we Wrocławiu znajduje się czterdzieści siedem dzieł Michaela Willmanna. Część z nich eksponowana jest na Zamku Piastów Śląskich w Brzegu.
- Koronacja Marii – 1656, 138 × 89 cm
- Święta Monika – 1660-1670, 84 × 64 cm
- Ostatnia Wieczerza – 1661, 77,4 × 146 cm
- Męczeństwo św. Apolonii – 1664, 205 × 140 cm (ekspozycja na zamku w Brzegu)
- Porwanie Persefony – 1665, 121 × 172 cm
- Orfeusz grający zwierzętom – 1670, 112 × 144 cm
- Raj – ok. 1670, 171 × 268 cm
- Portret Arnolda Freibergera – 1672, 58 × 46,7 cm
- Pocałunek św. Józefa – po 1669, 135 × 73,5 cm
- Pocałunek św. Józefa – 1675, 170 × 120 cm
- Pocałunek św. Józefa – 1682, 147,5 × 111 cm
- Krajobraz z prorokiem Elizeuszem – ok. 1675, 87,2 × 107,5 cm (depozyt Zamku Królewskiego w Warszawie)
- Rodzina Chrystusa – 1677-1679, 119 × 73 cm
- Melchizedek – 1681, 220 × 118 cm
- Aaron – 1681, 220 × 118 cm
- Komunia apostołów – 1681, 143 × 111 cm
- Autoportret – 1682, 64,5 × 51,5 cm (depozyt, własność Muzeum Narodowego w Warszawie)
- Wizja św. Bernarda – 1682, 100 × 69 cm
- Ecce Homo – 1682, 236,5 × 167 cm (ekspozycja na zamku w Brzegu)
- Modlitwa w Ogrójcu – 1682, 238 × 162 cm
- Pokłon pasterzy – 1682, 159,5 × 113,5 cm
- Zmartwychwstanie Chrystusa – 1682, 160,5 × 113,5 cm
- Dysputa św. Katarzyny – 1682, 167,5 × 116 cm
- Wizja św. Ludgardy – 1682, 160 × 104 cm
- Portret Bernharda Rosy – 1684, 46,6 × 37 cm
- Ucieczka do Egiptu – 1685, 163 × 198 cm
- Droga na Golgotę – 1685, 183 × 162 cm
- Święta Urszula – 1685, 186 × 116 cm
- Męczeństwo św. Barbary – 1687, 301 × 192 cm (ekspozycja na zamku w Brzegu)
- Śmierć i apoteoza św. Wacława – 1690, 143 × 115 cm
- Święta Katarzyna – 1690, 50 × 35,7 cm
- Miłosierny Samarytanin – 1695, 122,5 × 63,7 cm (ekspozycja na zamku w Brzegu)
- Święty Hieronim – 1695, 206 × 122 cm (ekspozycja na zamku w Brzegu)
- Święty Ambroży – 1695-1696, 206 × 122 cm (ekspozycja na zamku w Brzegu)
- Święty Grzegorz – 1695-1696, 210 × 129 cm (ekspozycja na zamku w Brzegu)
- Święty Augustyn – 1696, 205 × 123 cm (ekspozycja na zamku w Brzegu)
- Śmierć św. Barbary – 1697, 205 × 140 cm
- Chrystus frasobliwy 1701, 170,5 × 109 cm
- Chrystus przy kolumnie – 1701, 210 × 115 cm
- Męczeństwo św. Barbary – pocz. lat 80. XVII w., 198 × 148 cm
- Pierwszy upadek Chrystusa pod krzyżem – ok. 1682, 228 × 167 cm (ekspozycja na zamku w Brzegu)
- Spotkanie Chrystusa z kobietami jerozolimskimi – ok. 1682, 203 × 135 cm (ekspozycja na zamku w Brzegu)
- Przybicie Chrystusa do krzyża – ok. 1682, 220 × 160 cm (ekspozycja na zamku w Brzegu)
- Św. Mikołaj – 117 × 77 cm (owal)
- Ukrzyżowanie – 1702, tryptyk (ekspozycja na zamku w Brzegu)
  - Ukrzyżowanie – (kwatera środkowa), 255 × 153 cm,
  - Matka Boska Bolesna – (lewe skrzydło), 221 × 110 cm
  - Święty Jan – (prawe skrzydło), 221 × 110 cm

### Obrazy wMuzeum Narodowym w Warszawie
- Krajobraz ze świętym Janem Chrzcicielem – 1656, 88 × 118 cm
- Pejzaż z powołaniem Mateusza – 107 × 87,5 cm
- Sześć dni stworzenia – 1668, 210,5 × 346 cm

### Obrazy w kościołach warszawskich
W czternastu kościołach warszawskich znajdują się obrazy pochodzące z kościoła klasztornego w Lubiążu, wśród nich monumentalny cykl „Męczeństwa apostołów”. W lipcu 1952 roku decyzją ówczesnego ministra kultury przekazano je pod zarząd Kurii Metropolitarnej w Warszawie i ulokowano w stołecznych kościołach jako stały depozyt.
- Śmierć św. Benedykta – ok. 1682, 312 × 211 cm, klasztor SS. Sakramentek, kaplica klasztorna
- Ukrzyżowanie św. Andrzeja – 1662, 393 × 311 cm, kościół parafialny pw. św. Karola Boromeusza na Mirowie
- Męczeństwo św. Bartłomieja – 1662, 395 × 311 cm, kościół parafialny pw. Świętej Trójcy na Powiślu
- Św. Józef z Dzieciątkiem Jezus – 1692–1696, 198 × 115 cm, kościół parafialny pw. św. Józefa, północne ramię transeptu
- Św. Jan Ewangelista na wyspie Patmos – 1681-82, 164 × 118 cm, kościół archikatedralny pw. św. Jana Chrzciciela (zakrystia)
- Chrzest Chrystusa – 1681-82, 164 × 118 cm, kościół archikatedralny pw. św. Jana Chrzciciela (kaplica baptysterium)
- Św. Bernard ze swoimi przyjaciółmi przed opatem z Citeaux – po 1701, 278 × 320 cm, kościół archikatedralny pw. św. Jana Chrzciciela
- Ukrzyżowanie Chrystusa – 1656, 360 × 280 cm, kościół Chrystusa Króla na Targówku
- Męczeństwo św. Jana Ewangelisty – 1661, 391 × 309 cm, kościół Chrystusa Króla na Targówku
- Wizja św. Augustyna – 1660, 360 × 250 cm, kościół parafialny pw. Najświętszego Zbawiciela (obraz ołtarza bocznego)
- Wizja św. Bernarda – ok. 1682, 310 × 208 cm, kościół parafialny pw. Najświętszego Zbawiciela (boczna kaplica Matki Boskiej)
- Ukrzyżowanie św. Piotra – 1661, 395 × 284 cm, kościół parafialny pw. św. Stanisława Kostki na Żoliborzu
- Ścięcie św. Pawła – 1661, 395 × 286 cm, kościół parafialny pw. św. Stanisława Kostki na Żoliborzu
- Wizja św. Bernarda ożywienia figury Matki Boskiej – 1661, 321 × 276 cm, kościół parafialny pw. św. Stanisława Kostki na Żoliborzu, kaplica boczna
- Męczeństwo św. Wawrzyńca – 1663, 270 × 200 cm, kościół parafialny pw. św. Wawrzyńca na Woli
- Męczeństwo św. Tomasza – 1662, 395 × 311 cm, kościół parafialny pw. Wszystkich Świętych
- Męczeństwo św. Szymona – 1662, 395 × 313 cm, kościół parafialny pw. Wszystkich Świętych
- Męczeństwo św. Macieja – 1675, 395 × 308 cm, kościół parafialny pw. Wszystkich Świętych
- Ukamienowanie św. Stefana – ok. 1682, 398 × 314 cm, kościół parafialny pw. Wszystkich Świętych
- Męczeństwo św. Mateusza – 1700, 387 × 306 cm, kościół parafialny pw. Wszystkich Świętych
- Męczeństwo św. Filipa – ok. 1700, 395 × 309 cm, kościół parafialny pw. Wszystkich Świętych
- Męczeństwo św. Jakuba Starszego – ok. 1700, 391 × 306 cm, kościół paraf. Wszystkich Świętych
- Modlitwa w Ogrójcu – ok. 1661, 324 × 271 cm, kościół oo. Franciszkanów pw. Stygmatów św. Franciszka
- Koronowanie cierniem – 1661, 380 × 271 cm, kościół oo. Paulinów pw. Św. Ducha
- Podniesienie krzyża – ok. 1700, 395 × 288 cm, kościół oo. Paulinów pw. Św. Ducha
- Wniebowzięcie NMP – 1681, 486 × 297 cm, Warszawa-Pyry, kościół paraf. św. Piotra i Pawła
- Męczeństwo św. Jakuba Młodszego– ok. 1700, 395 × 311 cm, Warszawa-Włochy, kościół parafialny pw. św. Teresy
- Męczeństwo św. Judy Tadeusza – 1700, 392 × 313 cm, Warszawa-Włochy, kościół parafialny pw. św. Teresy

### Obrazy w śląskich kościołach
- Nawiedzenie NMP – 1705, 520 × 291 cm, ołtarz główny, Bardo, kościół parafialny pw. Nawiedzenia NMP
- Pokłon Trzech Króli – przed 1698, 196 × 118,5 cm, Bardo, kościół parafialny pw. Nawiedzenia NMP
- Św. Jadwiga – przed 1698, 176,5 × 98,5 cm, Bardo, kościół parafialny pw. Nawiedzenia NMP
- Pokłon Trzech Króli – 1678, 345 × 530 cm, Henryków, kościół parafialny pw. Wniebowzięcia NMP
- Sąd nad Chrystusem – ok. 1678, 345 × 530 cm, Henryków, kościół parafialny pw. Wniebowzięcia NMP
- Ukrzyżowanie Chrystusa – ok. 1678, 345 × 530 cm, Henryków, kościół parafialny pw. Wniebowzięcia NMP
- Chrystus uzdrawiający chorych – 1704, 345 × 530 cm, Henryków, kościół parafialny pw. Wniebowzięcia NMP
- Św. Maria Magdalena namaszczająca olejkiem stopy Chrystusa – 1704, 345 × 530 cm, Henryków, kościół parafialny pw. Wniebowzięcia NMP
- Archanioł Gabriel – ok. 1697, 235 × 139 cm, Henryków, kościół parafialny pw. Wniebowzięcia NMP, ołtarz boczny
- Maria – ok. 1697, 233,5 × 139,5 cm, Henryków, kościół parafialny pw. Wniebowzięcia NMP, ołtarz boczny
- Święta Trójca – ok. 1697, 243 × 145,5 cm, Henryków, kościół parafialny pw. Wniebowzięcia NMP, ołtarz główny
- Święta Rodzina – ok. 1697, 238 × 140,5 cm, Henryków, kościół parafialny pw. Wniebowzięcia NMP, ołtarz główny
- Św. Urszula – po 1697, 170 × 101,5 cm, Henryków, kościół parafialny pw. Wniebowzięcia NMP
- Św. Katarzyna – po 1697, 171,5 × 101,5 cm, Henryków, kościół parafialny pw. Wniebowzięcia NMP
- Wniebowzięcie NMP – ok. 1688, 162 × 92 cm, Jawor, kościół parafialny pw. św. Marcina
- Koronacja NMP przez Trójcę Świętą – 1688, 120 × 65 cm, Jawor, kościół parafialny pw. św. Marcina
- Maria jako Królowa Niebios w otoczeniu świętych cysterskich – 1686-88, 445 × 325 cm, ołtarz główny, Jelenia Góra – Cieplice Śląskie-Zdrój, kościół parafialny pw. św. Jana Chrzciciela
- Trójca Stworzona (Pocałunek Marii ze sceną zaślubin św. Józefa)  – ok. 1700, 261 × 166 cm, Jemielnica, kościół parafialny pw. Wniebowzięcia NMP
- Św. Jadwiga jako opiekunka chorych i ubogich – ok. 1700, 218 × 120 cm, Jemielnica, kościół parafialny pw. Wniebowzięcia NMP
- Matka Boska Zwycięska – ok. 1700, 216 × 119 cm, Jemielnica, kościół parafialny pw. Wniebowzięcia NMP, ołtarz boczny
- Wniebowzięcie NMP – 1705, ok. 520 × 320 cm, Kamieniec Ząbkowicki, kościół parafialny pw. Wniebowzięcia NMP i św. Jakuba Starszego, ołtarz główny
- Święta Trójca – 1705, 270 × 230 cm, Kamieniec Ząbkowicki, kościół parafialny pw. Wniebowzięcia NMP i św. Jakuba Starszego, ołtarz główny
- Drzewo genealogiczne Chrystusa – 1678, 380 × 264 cm, Krzeszów, kościół opacki pw. Łaski NMP, ołtarz boczny
- Dwunastu proroków – 1679, 220 × 270 cm, Krzeszów, kościół opacki pw. Łaski NMP, kaplica Loretańska
- Dwanaście Sybilli – ok. 1679, 220 × 270 cm, Krzeszów, kościół opacki pw. Łaski NMP, kaplica Loretańska
- Anioł Stróż – 1695-1700, 192 × 123 cm, Legnica, Kuria Biskupia
- Madonna z Dzieciątkiem na chmurach w kwiatach – 200 × 145 cm, Legnica, Kuria Biskupia
- Św. Andrzej – 1667, 102,5 × 74 cm, Lubiąż, kościół parafialny pw. św. Walentego
- Św. Juda Tadeusz – 1667, 103 × 74,5 cm, Lubiąż, kościół parafialny pw. św. Walentego
- Św. Paweł – 1667, 103 × 74 cm, Lubiąż, kościół parafialny pw. św. Walentego
- Św. Tomasz – 1667, 103,5 × 74 cm, Lubiąż, kościół parafialny pw. św. Walentego
- Św. Bartłomiej – 1667, 102,5 × 74 cm, Lubiąż, kościół parafialny pw. św. Walentego
- Św. Walenty uzdrawiający chorego – 1667, 137,5 × 106 cm, Lubiąż, kościół parafialny pw. św. Walentego
- Św. Jerzy walczący ze smokiem – pocz. XVIII w., 117 × 77,5 cm (owal), Lubomierz, plebania parafii rzymskokatolickiej pw. Wniebowzięcia NMP i św. Maternusa
- Św. Mikołaj błogosławiący morskich rozbitków – 1696, 486 × 267 cm, Otmuchów, kościół parafialny pw. św. Mikołaja i św. Franciszka Ksawerego
- Wniebowzięcie NMP – 1695-1700, 182,5 × 123,5 cm, Przychowa k. Ścinawy, kościół filialny pw. św. Wawrzyńca
- Pokutująca św. Maria Magdalena – 1685, 152 × 88 cm, Racibórz, plebania kościoła parafialnego pw. Wniebowzięcia NMP
- Wniebowzięcie NMP – 223 × 170 cm, Siciny, kościół parafialny pw. św. Marcina
- Męczeństwo św. Barbary – 117 × 80,5 cm, Świdnica Polska, kościół parafialny pw. św. Jadwigi
- Śmierć i apoteoza św. Wacława – 1668, ok. 370 × 270 cm, Świdnica, kościół parafialny pw. św. Stanisława i św. Wacława
- Męczeństwo św. Bartłomieja – 1685, 209 × 110 cm, Trzebnica, kościół parafialny pw. św. Jadwigi i św. Bartłomieja Apostoła
- Św. Krystyna – 153,5 × 94,5 cm, Trzebnica, kościół klasztorny Cysterek pw. św. św. Jadwigi i Bartłomieja Apostoła
- Wniebowzięcie NMP – 1685-1690, 128 × 79 cm, Trzebnica, kościół klasztorny Cysterek pw. św. św. Jadwigi i Bartłomieja Apostoła
- Wizja św. Antoniego Padewskiego – 1693, ok. 360 × 205 cm, Wrocław, kościół parafialny pw. św. Antoniego
- Św. Jan Kapistran – ok. 1693 cm, Wrocław, kościół parafialny pw. św. Antoniego
- Pokłon pasterzy – 1664, 195 × 160 cm, Wrocław, kaplica domu zakonnego Sióstr Bożego Serca Jezusa
- Śmierć św. Urszuli – 1694, 251 × 142 cm, Wrocław, kościół klasztorny Urszulanek
- Wizja św. Franciszka Ksawerego – 1694-95, Wrocław, kościół klasztorny Urszulanek
- Józef w Egipcie – 1681, 181 × 113 cm, Wrocław, plebania parafii pw. św. Macieja
- Koncert anielski – 1705, 150 × 120 cm, Ziębice, kościół parafialny pw. św. Jerzego

### Obrazy w muzeach niemieckich
- Krajobraz ze snem Jakuba – 87 × 106 cm, Augsburg, Städtische Kunstsammlungen
- Krajobraz z Tobiaszem i aniołem – 89 × 108 cm, Berlin, Gemäldegalerie
- Znalezienie Krzyża Świętego – 1701, 30 × 18,5 cm, Berlin, Gemäldegalerie
- Apoteoza Wielkiego Elektora jako opiekuna sztuk – 1682, 162 × 200 cm, Berlin, Schloß Charlottenburg
- Zuzanna i starcy – ok. 1650, 43,6 × 33,5 cm, Norymberga, Germanisches Nationalmuseum
- Powitanie św. Bernarda przed Wielką Kartuzją – 1667, 114,7 × 173 cm, Norymberga, Germanisches Nationalmuseum
- Trójca Stworzona (Pocałunek Marii ze sceną mistycznych zaślubin św. Józefa z Bogiem) – po 1678, 39 × 27,1 cm, Norymberga, Germanisches Nationalmuseum

### Obrazy w kościołach i muzeach Czech
- Dawid z głową Goliata – 1660–1672, 233,5 × 144,5 cm, Galeria Narodowa w Pradze
- Chrystus niesiony przez anioły – 1655–1660, obraz ołtarzowy, 198,5 × 166 cm, Galeria Narodowa w Pradze
- Św. Hieronim słucha trąby Sądu Ostatecznego – ok. 1664, 233 × 143 cm, Galeria Narodowa w Pradze
- Św. Józef z Dzieciątkiem Jezus – ok. 1665, 80,5 × 60,3 cm, Galeria Narodowa w Pradze
- Czternastu Wspomożycieli – ok. 1687, szkic do nieznanego obrazu ołtarzowego, 109 × 88 cm, Galeria Narodowa w Pradze
- Uwolnienie Andromedy – ok. 1695, 171 × 108 cm, Galeria Narodowa w Pradze
- Św. Maria Magdalena jako pokutnica – 1693, 81,5 × 59,5 cm, Galeria Narodowa w Pradze
- Św. Andrzej na krzyżu – 1701-1702, obraz ołtarzowy, 250 × 145,5 cm, Galeria Narodowa w Pradze
- Męczeństwo św. św. Filipa i Jakuba Młodszego – 1700–1701, szkic do obrazu w kościele pocysterskim Wniebowzięcia NMP w Sedlcu, 49,5 × 33,2 cm, Galeria Narodowa w Pradze
- Św. Barbara – 1685–1690, 120,5 × 104,4 cm, Brno, Moravská galerie
- Św. Jan Chrzciciel – 1695, 179 × 102 cm, Chrast, kościół parafialny pw. Świętej Trójcy
- Święta Rodzina ze św. Janem Chrzcicielem – 1695, 180 × 102 cm, Chrast, kościół parafialny pw. Świętej Trójcy
- Strącenie zbuntowanych aniołów – 1693-94, 475 × 292,5 cm, Litvínov, kościół parafialny pw. św. Michała Archanioła, ołtarz główny
- Trójca Święta – 1693-94, 225 × 182 cm (owal), Litvínov, kościół parafialny pw. św. Michała Archanioła, ołtarz główny
- Uzdrowienie paralityka – 1653, 55,5 × 81,5 cm, Nelahozeves, Lobkoviczké Sbírky (zamek)
- Męczeństwo św. Bartłomieja – 1692–1693, ok. 300 × 150 cm, Pardubice, kościół parafialny pw. św. Bartłomieja, ołtarz główny
- Znalezienie Krzyża Świętego – 1701-1702, 443 × 296 cm, Praga, kościół klasztorny pw. św. Franciszka, ołtarz boczny
- Wypędzenie przekupniów ze świątyni – 1702, 291 × 487 cm, Praga, kościół klasztorny Krzyżowców z Czerwoną Gwiazdą pw. św. Franciszka
- Pokłon pasterzy – 180 × 98 cm, Praga, kościół klasztorny Premonstratensów pw. Wniebowzięcia NMP, ołtarz boczny
- Portret opata Arnolda Freibergera – 46 × 37,8 cm, Praga, klasztor Premonstratesów na Strahovie
- Św. Otmar – 107,2 × 80 cm, Rajhrad, klasztor Benedyktynów
- Św. Benon – 107 × 80 cm, Rajhrad, klasztor Benedyktynów
- Umierający św. Benedykt – 107 × 80 cm, Rajhrad, klasztor Benedyktynów
- Umierająca św. Scholastyka – ok. 1700, 107,2 × 80,5 cm, Rajhrad, klasztor Benedyktynów
- Męczeństwo św. Filipa i św. Jakuba Młodszego – 1700-1701, 351 × 238,5 cm, Sedlec, kościół klasztorny Cystersów pw. Wniebowzięcia NMP
- Męczeństwo św. Wacława – 1702-1703, 242 × 178 cm, Sedlec, kościół klasztorny Cystersów pw. Wniebowzięcia NMP
- Męczeństwo 500 cystersów i kartuzów w Sedlcu w 1421 roku – 1703, 330 × 210 cm, Sedlec, kościół klasztorny Cystersów pw. Wniebowzięcia NMP
- Św. Wiktoria – 94 × 65 cm (owal), Uherské Hradiště, kościół parafialny pw. św. Franciszka Ksawerego, supraporta
- Św. Józef z lilią – 98 × 68 cm (owal), Uherské Hradiště, kościół parafialny pw. św. Franciszka Ksawerego, supraporta
- Wniebowzięcie NMP – 1692, 520 × 335 cm, Zdziar nad Sazawą, kościół parafialny pw. Wniebowzięcia NMP, ołtarz główny
- Oczekiwanie na Marię – 1692, śr. ok. 180 cm (tondo), Zdziar nad Sazawą, kościół parafialny pw. Wniebowzięcia NMP, ołtarz główny

### Freski w kościele św. Józefa w Krzeszowie
- Abraham, Izaak, Sara, Jakub, Juda i Tamar – sklepienie nawy, pierwsze przęsło
- Dawid – sklepienie nawy – luneta, pierwsze przęsło
- Aaron – sklepienie nawy – luneta, pierwsze przęsło
- Kleofas, Symeon, Zebedusz, Józef Barsaba, Maria Kleofasowa, Maria Jakubowa, Salome – sklepienie nawy, drugie przęsło
- Matatiasz – sklepienie nawy – luneta, drugie przęsło
- Mattan – sklepienie nawy – luneta, drugie przęsło
- Św. Jan Chrzciciel, św. Elżbieta, św. Zachariasz – sklepienie nawy, trzecie przęsło
- Jakub – sklepienie nawy – luneta, trzecie przęsło
- Sobe – sklepienie nawy – luneta, trzecie przęsło
- Joachim, Anna, Stolanus, Emerentiana – sklepienie nawy, czwarte przęsło
- Św. Juda Tadeusz – sklepienie nawy – luneta, czwarte przęsło
- Św. Jakub Młodszy – sklepienie nawy – luneta, czwarte przęsło
- Józef, Maria, Jezus – sklepienie nawy, piąte przęsło
- Św. Jan Ewangelista – sklepienie nawy – luneta, piąte przęsło
- Św. Jakub Starszy – sklepienie nawy – luneta, piąte przęsło
- Zaślubiny Józefa i Marii – nawa, na ścianie łuku tęczowego
- Herb opactwa Cystersów w Krzeszowie na tle pejzażu – nawa, na ścianie łuku tęczowego
- Wizyta anioła u Józefa – nawa, zachodnia kaplica boczna
- Józef przyjmujący Marię do siebie – nawa, zachodnia kaplica boczna
- Narodziny Jezusa – nawa, zachodnia kaplica boczna
- Zwiastowanie pasterzom – nawa, zachodnia kaplica boczna
- Pokłon pasterzy – nawa, zachodnia kaplica boczna
- Cesarz August i Sybilla przepowiadająca mu narodziny Jezusa – nawa, zachodnia kaplica boczna
- Ofiarowanie w świątyni – nawa, zachodnia kaplica boczna
- Józef przynosi Dzieciątko do świątyni – nawa, zachodnia kaplica boczna
- Odnalezienie Jezusa nauczającego w świątyni – nawa, zachodnia kaplica boczna
- Powrót Świętej Rodziny do Nazaretu – nawa, zachodnia kaplica boczna
- Wniebowzięcie Józefa – nawa, zachodnia kaplica boczna
- Józef ukazujący się Matce Boskiej w dzień zmartwychwstania – nawa, zachodnia kaplica boczna
- Zmartwienie Józefa – nawa, ściana tęczowa po wschodniej stronie
- Herb zakonu cystersów na tle pejzażu – nawa, ściana tęczowa po wschodniej stronie
- Poszukiwanie miejsca w gospodzie – nawa, wschodnia kaplica boczna
- Józef i Maria w rzymskiej kancelarii Cyriaka – nawa, wschodnia kaplica boczna
- Obrzezanie Jezusa – nawa, wschodnia kaplica boczna
- Powrót ze świątyni po obrzezaniu – nawa, wschodnia kaplica boczna
- Ucieczka do Egiptu – nawa, wschodnia kaplica boczna
- Rzeź Niewiniątek – nawa, wschodnia kaplica boczna
- Odpoczynek w czasie ucieczki do Egiptu – nawa, wschodnia kaplica boczna
- Powrót z Egiptu – nawa, wschodnia kaplica boczna
- Zaginięcie Jezusa w Jeruzalem – nawa, wschodnia kaplica boczna
- Jezus modlący się w świątyni – nawa, wschodnia kaplica boczna
- Śmierć Józefa – nawa, wschodnia kaplica boczna
- Józef poddający się woli Boga – nawa, wschodnia kaplica boczna
- Józef ukazujący się przodkom w czyśćcu – nawa, sklepienie pod emporą
- Pokłon Trzech Króli – prezbiterium, ściany boczne
- Gloria Coelestis – prezbiterium, sklepienie
- Św. Piotr – prezbiterium, zachodnia ściana boczna
- Św. Paweł – prezbiterium, wschodnia ściana boczna
- Św. Mateusz, św. Marek, św. Łukasz, św. Jan Ewangelista – nawa, ściana czołowa nad emporą

## Wystawy
- Jubiläums Ausstellung Michael Willmann 1630–1930. – Breslau, Schlesische Museum der bildenden Kunste (V-IX 1930) – pierwsza monograficzna wystawa z okazji 300. rocznicy urodzin malarza przygotowana przez Ernsta Klossa[30].
- Malarstwo Michała Willmanna (1630–1706). – Wrocław, Muzeum Śląskie (X–XI 1959) – 24 obrazy[31].
- Michael Willmann (1630–1706), Królewiec – Lubiąż. – Salzburg, Residenzgalerie (15 VI – 25 IX 1994); Wrocław, Muzeum Narodowe (22 X – 11 XII 1994) – ponad 100 eksponatów, m.in. 31 obrazów olejnych i 11 rysunków[32].
- Willmann – rysunki. Warsztat barokowy artysty. – Stuttgart, Staatsgalerie (5 IX –18 XI 2000); Wrocław, Muzeum Narodowe (1 XII 2000 – 6 I 2001) – 50 rysunków, wzorowane na nich liczne grafiki i starodruki oraz związane z nimi obrazy[33].
- Obrazy Michaela Willmanna ze zbiorów Muzeum Narodowego we Wrocławiu. – Lubiąż, dawne opactwo cystersów (18-24 IX 2006) – 9 obrazów pokazanych w ramach „Tygodnia Willmannowskiego” w Jadalni Opata z okazji 300-lecia śmierci artysty[34].
- Barokowy warsztat Michaela Willmanna pod lupą. – Jawor, Muzeum Regionalne (8 X – 31 XII 2010). Kuratorzy: Teresa Chołubek-Spyt, Arkadiusz Muła – wybrane dzieła malarza[35]
- Dwie adoracje z Barda – Wrocław, Muzeum Narodowe (5-30 XI 2014) – 2 odnowione obrazy z bazyliki Nawiedzenia Najświętszej Marii Panny w Bardzie: Święta Jadwiga i Pokłon Trzech Króli[36].
- Jeszcze raz Willmann. – Wrocław, Muzeum Narodowe (6-9 I 2016) – 7 obrazów sprowadzonych z magazynów Muzeum Narodowego w Warszawie[37].
- Willmann. Opus magnum. – Wrocław, Muzeum Sztuki Współczesnej w Pawilonie Czterech Kopuł – Oddziale Muzeum Narodowego (22 XII 2019 – 26 IV 2020[38]). Kurator: Piotr Oszczanowski – 92 obrazy[39].

Ponadto dzieła Willmanna pokazywano na kilkunastu wystawach tematycznych w kraju i za granicą:
- Portret na Śląsku XVI–XVIII w. (Wrocław 1984).
- Nowożytne malarstwo śląskie XVI–XVIII w. ze zbiorów Muzeum Narodowego we Wrocławiu (Jelenia Góra 1986).
- Z kolekcji malarstwa śląskiego Muzeum Narodowego we Wrocławiu (Środa Śląska 1991).
- Musica sacra. Motywy muzyczne w sztuce śląskiej XIII–XVIII w. (Wrocław 1997).
- Sztuka cenniejsza niż złoto. Obrazy, rysunki i ryciny dawnych mistrzów europejskich ze zbiorów polskich (Warszawa 1999).
- Barok na Śląsku. Rzeźba i malarstwo ze zbiorów Muzeum Narodowego we Wrocławiu (Legnica 2001).
- Op nederlandse manier. Inspiracje niderlandzkie w sztuce śląskiej XV–XVIII w. (Legnica 2001).
- Michael Willmann und sein Kreis: Johann Christoph Liśka, Georg Wilhelm Neunhertz und Johann Jakob Eybelwieser. Zeichnungen (Salzburg – Stuttgart – Wrocław 2001/2002).
- Thetrum sacrum. Et arte barroco de Silesia de los siglos XVII–XVIII (Salamanka 2005). – Die Blume Europas. Meisterwerke aus den Nationalmuseum Breslau (Kolonia 2006).
- Śląsk – perła w Koronie Czeskiej. Trzy okresy świetności w relacjach artystycznych Śląska i Czech (Legnica – Praga 2006/2007).
- Mali i wielcy mistrzowie. Obrazy śląskie XVI–XVIII wieku (Wrocław 2009)[41].
- Dürer, Gysbrechts, Willmann z kolekcji Tadeusza Wierzejskiego (Toruń 2016)[42].
- Nieznane arcydzieła, nieznani mistrzowie. Malarstwo barokowe na Śląsku na nowo odkryte (Gliwice 2017)[43].
- Silesia rediviva. Barok na Śląsku. Kolekcja sztuki i rzemiosła artystycznego z Muzeum Narodowego we Wrocławiu (Pekin 2018/2019)[44].

## Monografie
- Augustin Knoblich, Leben und Werke des Malers Michael Lukas Leopold Willmann, 1629-1706. Ein Beitrag zur Kunstgeschichte Schlesiens, Breslau 1868.
- Erich Klossowski, Michael Willmann, Breslau 1902
- Hugo Cimbal, Michael Willmann. Sein Leben und seine Werke, [b.m.w.] 1903.
- Dietrich Maul, Michael Willmann. Ein Beitrag zur Barockkunst Schlesiens, Strasburg 1914.
- Ernst Kloss, Michael Willmann. Leben und Werke eines deutschen Barockmalers, Breslau 1934.
- Hubertus Lossow, Michael Willmann (1630–1706). Meister der Barockmalerei, Würzburg, 1994.
- Andrzej Kozieł, Michael Willmann i jego malarska pracownia, Wrocław 2013.[45]